# История штата Нью-Йорк

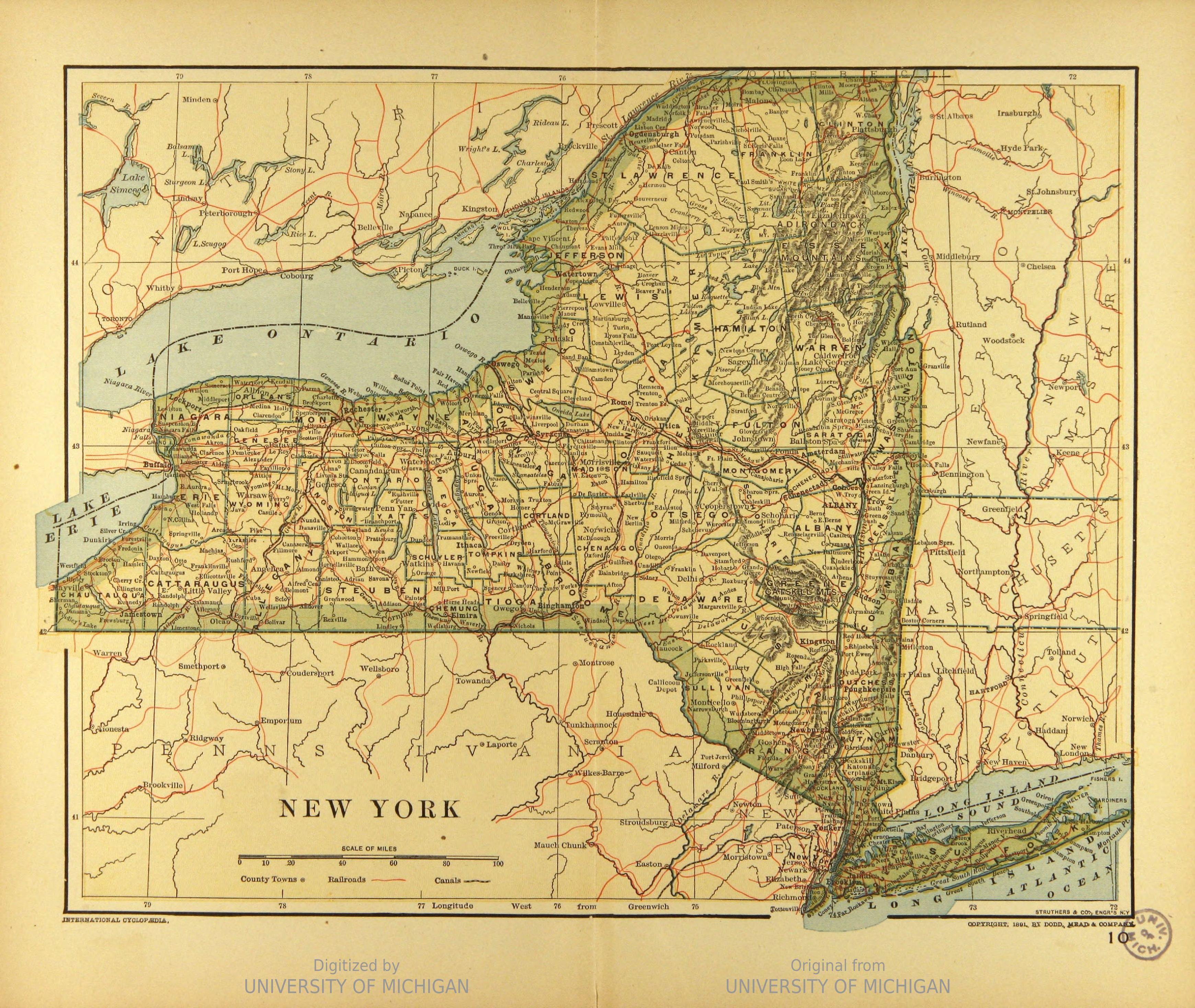
Карта штата Нью-Йорк 1894 года

История штата Нью-Йорк началась со времени заселения территории штата человеком примерно в 10 000 году до н. э. К 1100 году нашей эры на территории штата сформировались две крупные культуры: алгонкинская и ирокезская. Европейцы узнали об этой земле после путешествия Джованни да Вераццано в 1524 году, а в 1609 году голландцы основали здесь колонию Новые Нидерланды и к 1626 году они выкупили у индейцев весь остров Манхэттен. В 1664 году голландская колония была завоёвана англичанами, которые переименовали её в провинцию Нью-Йорк в честь герцога Йоркского и Олбанского. К XVIII веку город Нью-Йорк стал главным торговым городом Тринадцати колоний.
На территории штата произошло много важных событий эпохи Американской революции, здесь собирался Олбанский конгресс и Конгресс Гербового акта. Когда началась Война за независимость, на побережье штата высадилась британская армия, которая разбила американскую Континентальную армию в сражении на Лонг-Айленде и оккупировала Нью-Йорк. Город стал основной базой для британской армии и флота до конца войны. В 1777 году на территории штата произошло сражение при Саратоге, которое изменило ход войны и привело к вступлению в войну Франции. В том же году была принята первая конституция штата Нью-Йорк. Между 1785 и 1790 годами город Нью-Йорк несколько раз был столицей США. Столицей штата он оставался до 1797 года. В 1787 году Нью-Йорк стал 11-м штатом, который ратифицировал Конституцию США.
В XIX веке штат стремительно развивался, здесь было налажено пароходное сообщение (1807), прорыт канал Эри (1825) и впервые пущен регулярный пассажирский поезд (1831). У города были хорошие торговые связи с Югом, из-за чего многие жители штата симпатизировали ему в годы гражданской войны, но, несмотря на это, нью-йоркские полки составляли основную часть федеральной армии. После войны Нью-Йорк стал главными воротами страны для иммигрантов. В 1886 году в Нью-Йоркской гавани была установлена Статуя Свободы. Город процветал в 1920-е годы и был известен как город с наибольшим количеством небоскрёбов с 1913 по 1974 год.
Экономика штата сильно пострадала от Великой депрессии, но военные заказы в годы Второй мировой войны помогли ей выйти из кризиса. Новый кризис пришёл в конце 1970-х, но его со временем удалось победить, и город Нью-Йорк стал крупнейшим медийным центром страны.

## Доколониальная история
Ледник покрывал территорию штата ещё 15 300 лет до настоящего времени, а когда он начал отступать 12 000 лет назад, на этой территории появились первые люди, известные как палеоиндейцы. Они были носителями Кловисской культуры, которая существовала в Северной Америке около 500 лет, между 11 400 и 10 900 годами до настоящего времени. Люди в это время были кочевыми охотниками и собирателями, которые охотились на крупных животных, в частности, на мамонтов (хотя признаков их присутствия в штате не обнаружено) и бизонов. Их главным оружием было короткое копьё, которое они использовали при помощи копьеметалки. В штате найдено несколько стоянок той эпохи, самой известной считается стоянка на Вест-Атенс-Хилл. Последние века присутствия палеоиндейцев в Нью-Йорке пока изучены очень плохо.

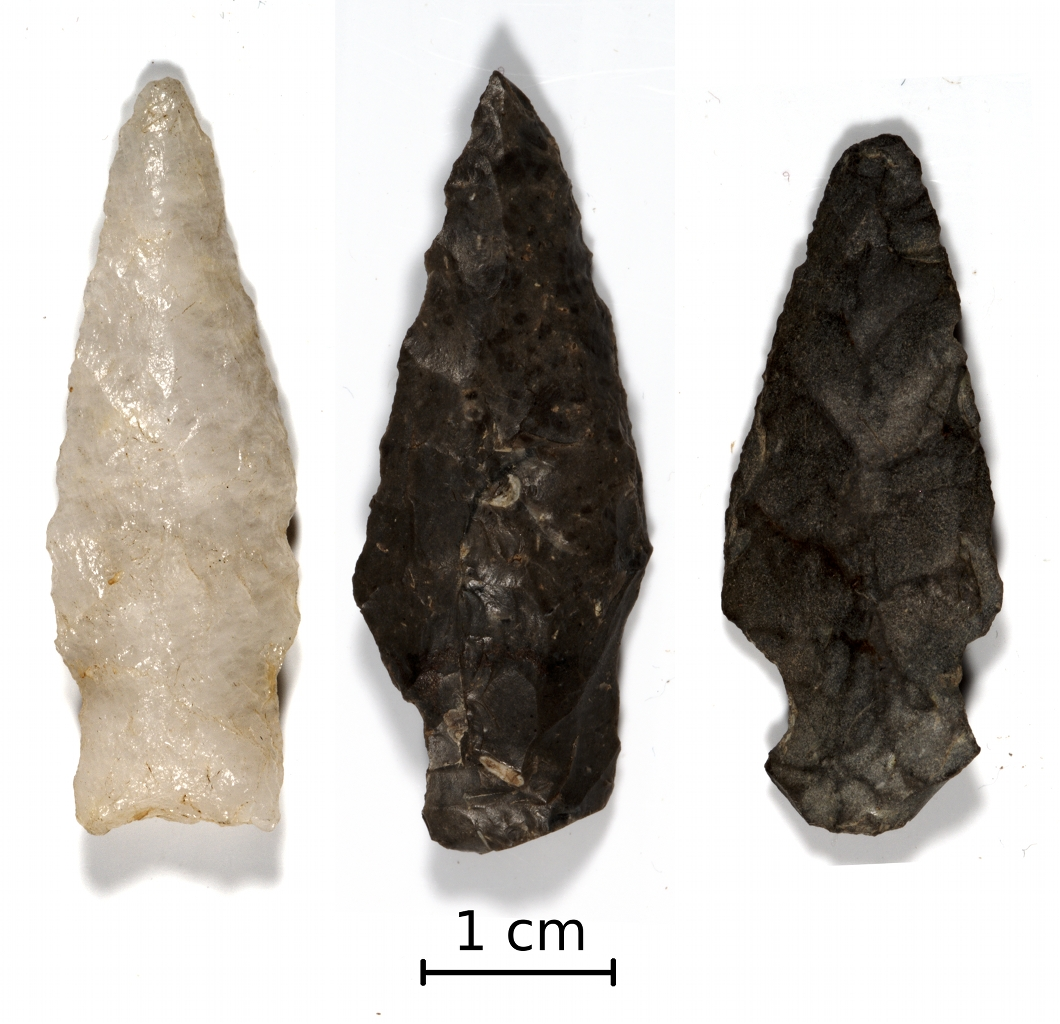
, эпоха поздней архаики.

Период между исчезновением палеоиндейцев и появлением керамики известен как Архаический период. В Ранний архаический период мегафауна вымерла, и человеку пришлось охотиться на более мелких животных, что привело к изменению вида копий. Около 8000 лет до настоящего времени начался Средний архаический период, который длился около 2000 лет. Стоянок того времени известно очень мало. Вероятно, они были уничтожены наносами рек. Предположительно, человек в это время вёл полукочевой образ жизни, перемещаясь между временными лагерями. Племенные контакты сократились, люди стали жить более изолированно, в результате чего единая ранее культура раздробилась на множество региональных культур. 6000 лет назад начался Поздний архаический период, когда природа стала более стабильной, население выросло, и по этим причинам стоянок той эпохи известно очень много. Иногда выделяют ещё Терминальный архаический период (1500—500 до н. э.), переходный от Архаического к Вудлендскому. В это время появляется первая каменная посуда из стеатита. Поскольку в штате нет месторождений стеатита, то предполагается, что она была получена из Коннектикута или иных мест посредством обмена.
В середине I тысячелетия до нашей эры с появлением керамики начался Ранний Вудлендский период. На территории штата в это время сформировалась так называемая Мидвудская группа культур. В это время на территории штата Огайо существовала культура Адена, которую сменила Хоупвеллская культура, и обе повлияли на ритуалы на территории Нью-Йорка, хотя и не привели здесь к появлению курганов. В I тысячелетии нашей эры сформировалась культура Пойнт-Пенинсула, носители которой уже пользовались луком и стрелами. Предполагается, что эти люди уже говорили на алгонкинских языках. Культура Пойнт-Пенинсула пережила Хоупвеллскую культуру, особенно на севере штата, но на юге постепенно начались изменения связанные с переходом на выращивание кукурузы.

Алгонкинские и ирокезские племена Нью-Йорка.

После Вудлендской эпохи на территорию штата пришли индейцы, которые говорили на алгонкинских языках. Последняя волна алгонкинской миграции случилась незадолго до 1000 года нашей эры, и после этого почти 300 лет алгонкины доминировали в регионе. Часть алгонкинских племён, известная как ленапе или делавары, жили в основном в центральной Пенсильвании, но родственные им племена населяли Лонг-Айленд и долину Гудзона. Самым сильным племенем были могикане. Племя ваппингер жило по берегам Лонг-айлендского пролива.
Племена ирокезов вторглись на территорию современного штата Нью-Йорк около 1300 года. Они пришли из центральной Миссисипи, предположительно спасаясь от войн и эпидемий. Они шли по рекам Огайо и Аллегейни к озеру Эри и расселялись по его берегам: это были племена сенека и кайюга. Позже другие племена расселились к северу от озера Онтарио, а оттуда ушли на юг, так появились индейцы онондага. В XVI веке племя мохоков расселилось восточнее онондага. Часть племени мохоков, известное как онайда, поселилась между онондага и мохоками. Местные алгонкины были убиты, изгнаны или ассимилированы ирокезами.
Индейцы жили матриархальными семьями. Несколько семей формировали племя. Племена имели сложную структуру и иногда делились на кланы. Так, племя мохоков делилось на три клана: клан Черепахи, клан Медведя и клан Волка. Клан Черепахи был главным и претендовал на происхождение от первой женщины на земле. Несколько ирокезских племён объединились в Конфедерацию ирокезов, это были сенека, кайюга, онайда, мохоки и онондага. Конфедерация сложилась около 1570 года и поддерживала хрупкое равновесие между центральной властью и автономией племён. Конфедерацией управлял совет из 50 вождей (сахемов). В 1715 году племя тускарора, изгнанное с юга, было допущено в Конфедерацию, которая стала известна как Шесть племён. Некоторые ирокезские племена (гуроны, эри и саскуэханноки) не захотели присоединяться к конфедерации и относились к ней с недоверием. Индейские селения сами обеспечивали себя, но охотно торговали друг с другом табаком, мехом и шкурами.

## Первые исследования

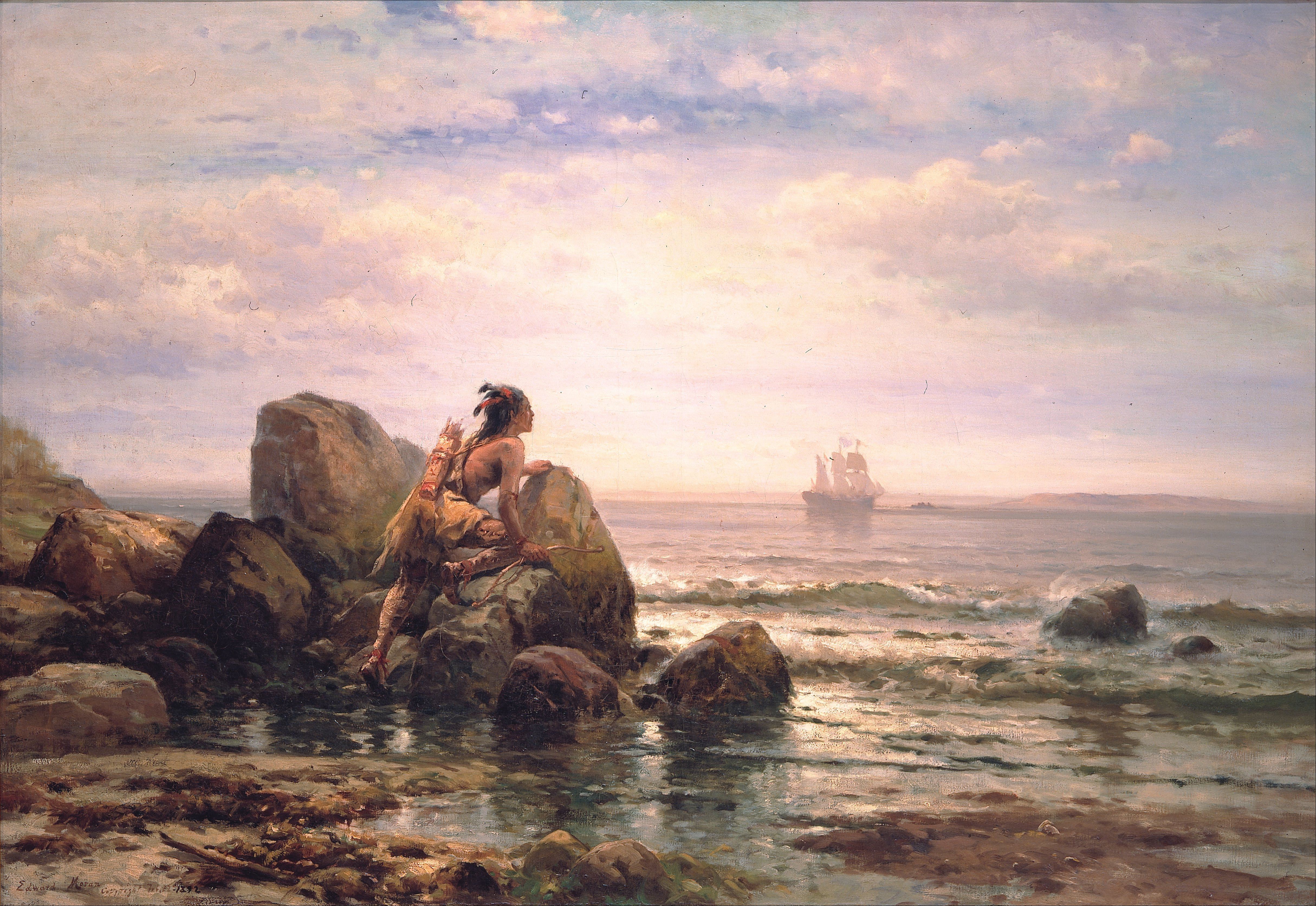
Прибытие Генри Гудзона в бухту Нью-Йорка, картина 1892 года.

Первым европейцем, посетившим и изучившим берега Нью-Йорка, стал Джованни да Верраццано, флорентиец на французской службе. 24 января 1524 года он отплыл с Мадейры на корабле La Dauphine с командой в 50 человек, надеясь найти северный путь в Китай. После сложного перехода по бурному морю он вышел к американскому берегу в районе 34-й параллели, у современного мыса Кейп-Фир. Там он повернул на север и плыл, время от времени высаживая на берег отряды. Он первым из европейцев вошёл в нью-йоркскую гавань и описал её. По его словам, это была широкая и глубокая бухта, явно устье большой реки. Он обследовал бухту на лодке, хотя и не дошёл до реки Гудзон. Из-за плохой погоды он вынужден был прервать исследование, вернуться на корабль и продолжить путешествие. Открытую бухту он назвал «Ангулем» в честь короля Франциска I. Пройдя до Ньюфандленда, Вераццано вернулся в Европу.
Предположительно следующим европейцем был Эштеван Гомеш, португальский капитан, участник экспедиции Магеллана, который отделился от Магеллана и, в конце 1524 года, отправился искать северо-западный путь в Индию на каравелле «La Anunciada». Он проплыл вдоль всего побережья Северной Америки от Кубы до Ньюфаундленда. В Испании принято думать, что он дал реке Гудзон название Рио-де-Сан-Антонио. В 1529 году результаты его исследований были отражены на карте Диого Рибейро.
В начале XVII века Голландская Ост-Индская компания активно осваивала Африку и Индию, а в 1609 году она поручила английскому капитану Генри Гудзону найти более короткий северо-западный путь в Китай. 2 сентября Гудзон прибыл в бухту Нью-Йорка, несколько дней изучал южное побережье Лонг-Айленда, а 10 сентября вошёл в устье Гудзона и обнаружил остров Мана-хатта (Манхэттен), населённый индейцами ленапе. Но он не сходил на сушу и не выявил, что это остров. 12 сентября Гудзон начал плавание вверх по реке, 15 сентября достиг места современного Ньюберга. Местные жители (могикане) отнеслись к нему в целом положительно и предложили табак, овощи и бобровые шкуры в обмен на ножи и топоры. 20 сентября Гудзон достиг места современного Олбани и заслал лодку верх по реке примерно до современного города Трой. Выявив, что река далее не судоходна, он 23 сентября повернул назад. 4 октября он вернулся к океану.

## Голландская колонизация

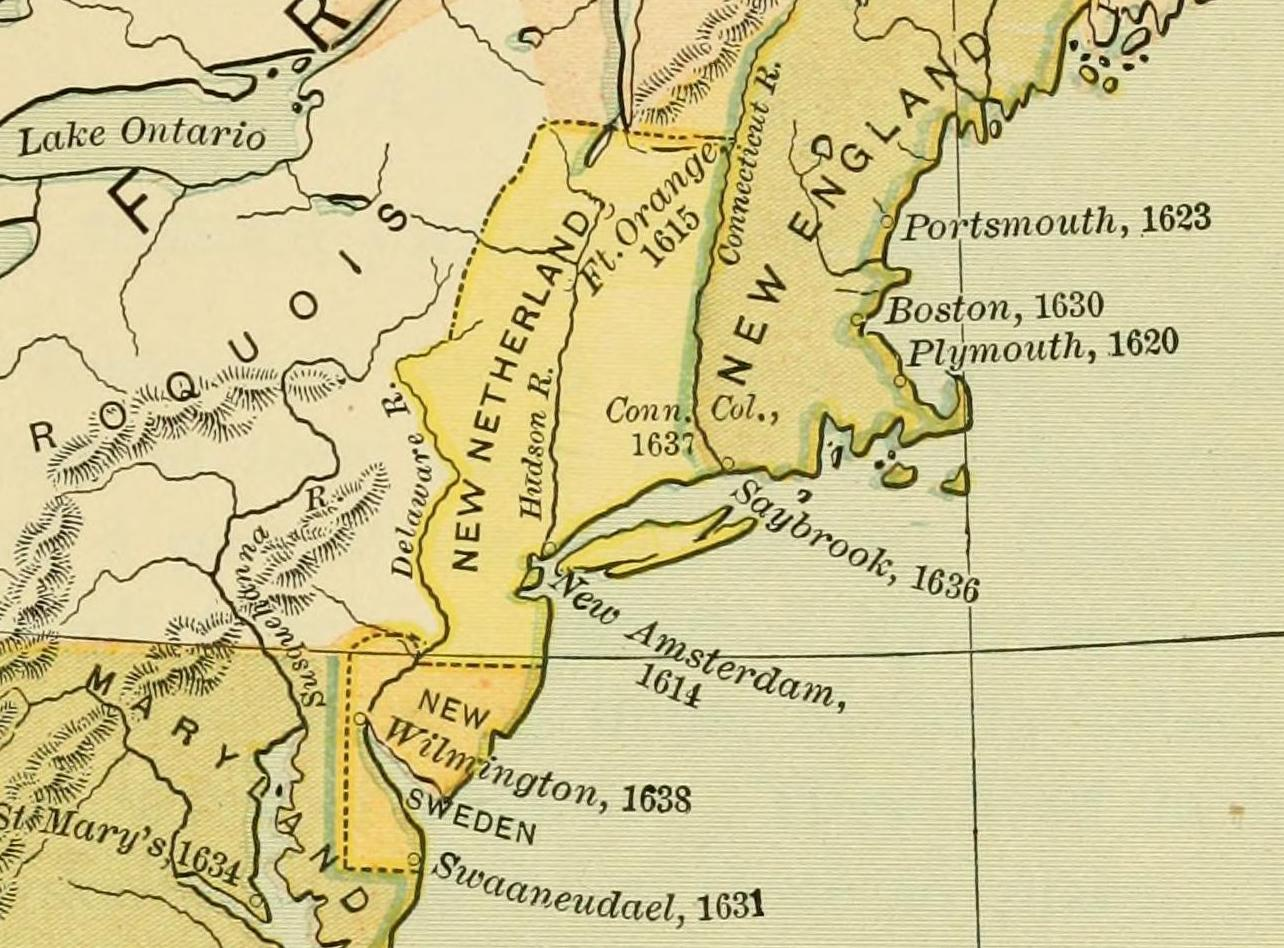
Новые Нидерланды в 1640 году (с карты 1901 года).

Ост-Индская компания заинтересовалась открытием Гудзона, и, пользуясь Двенадцатилетним перемирием, начала налаживать торговлю с новой территорией. В 1613 году Адриен Блок построил первый корабль из американского леса, обогнул Лонг-Айленд, открыл остров Блок и исследовал берег до мыса Кейп-Код. Вскоре был основан Форт Нассау на Гудзоне. В 1621 году Двенадцатилетнее перемирие завершилось, Голландия решила ускорить колонизацию Америки и 3 июня 1621 года основала Голландскую Вест-Индскую компанию, получившая монополию на торговлю с Америкой. На тот момент колония не давала больших доходов; там можно было добыть только меха, лес и некоторое количество продовольствия. В 1624 году был основан Форт-Оранж, а в 1625 году — форт Новый Амстердам. В апреле 1624 года прибыл первый корабль с 30-ю семьями мигрантов: это были франкоязычные валлоны. Им было поручено наладить отношения с индейцами и освоить производство продовольствия. Колония в итоге не испытывала голода, подобно Джеймстауну, но развивалась медленно и в целом разочаровала Компанию.
В 1626 году остров Манхэттен был выкуплен у индейцев за товары на сумму в 60 флоринов, но компания использовала остров для своих целей, раздавая мигрантам участки на других территориях. Миграция шла медленно; в Голландии не было гонений, а уровень жизни был высок, и существовало представление, что права человека в Голландии защищены лучше, чем в колонии. В 1628 году в колонии жило 270 человек, в 1640 году — 500 человек, и менее 9000 к 1664 году. Между тем в Колонии Вирджиния к 1664 году жило уже 40 000 человек. Быстро заселялась и Новая Англия, что привело к миграции в Новые Нидерланды пуритан, которые основали город Саутгемптон — первое английское поселение в колонии. В 1639 году у индейцев была выкуплена территория современного квартала Куинс. К этому времени отношения между европейцами и индейцами начали понемногу портиться: в 1641 году при губернаторе Кифте набег индейцев привёл к началу Войны Кифта, которая затянулась на четыре года. В 1645 году Компания сняла Кифта с должности и назначила Питера Стёйвесанта.
При новом губернаторе Компания стала видеть в колонии в основном источник зерна для голландской Бразилии и стала поощрять завоз чернокожих рабов. К 1664 году их было уже примерно 700 человек. В 1650 году Стёйвесант заключил с соседним Коннектикутом Хартфордское соглашение о границе, которое Голландия ратифицировала в 1656 году, а Англия не ратифицировала вообще. Между тем напряжённость между Голландией и Англией из-за торговли усилилась в 1663 году: Англия решила, что именно существование голландской колонии способствует тому, что голландцы нарушают Навигационный акт 1660 года. В марте 1664 года король Карл II подарил голландскую колонию своему брату, герцогу Йоркскому. В конце мая 4 корабля под командованием Ричарда Николса вышли из Англии и 26 августа подошли к Новому Амстердаму. Под давлением горожан Стёйвесант подчинился и 8 сентября город был сдан.

## Провинция Нью-Йорк

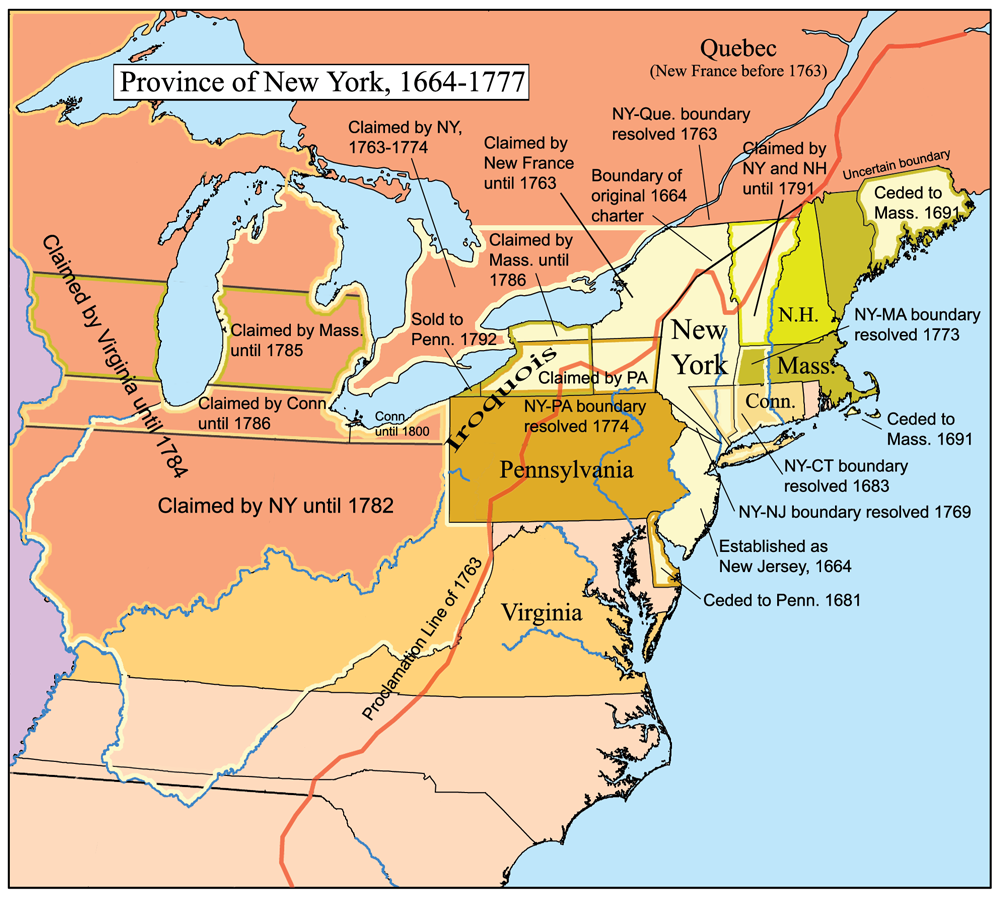
Провинция Нью-Йорк

По словам историка Майкла Кеммена, смена власти стала самым важным событием в истории колониального Нью-Йорка. Колония перешла из собственности Ост-Индской компании в собственность герцога Йоркского, колонисты сменили голландские фамилии на английские, но по сути колония осталась голландской и её англизация затянулась до конца века. Колония сильно отличалась от остальных колоний побережья: только она была изначально основана не англичанами, и только её население было столь интернациональным. Королевская хартия, выданная герцогу Йоркскому, была составлена наспех, давала герцогу все обычные права колониального собственника, но почти не ограничивала его власть. Не предполагалось никакого представительного органа, колонисты подчинялись напрямую королю и все указы издавались от его имени. Власть герцога была почти безгранична, но он не появлялся в колонии лично и не интересовался её делами.
Губернатор Николс стал известен тем, что составил свод законов, известных как «The Duke's Laws», который стал первым сводом законов колониального Нью-Йорка. Этот свод просуществовал почти сто лет — до 1761 года. Николс создал и новое административное устройство: колония стала графством Йоркшир и теперь делилась на три райдинга подобно английскому Йоркширу. В 1665 году была создана администрация для города Нью-Йорка, первым мэром которого стал Томас Уилетт, англичанин из Лейдена. До 1691 года все мэры города были голландского происхождения. В 1672 году началась Третья англо-голландская война, во время которой голландский флот подошёл к Нью-Йорку и 30 июля 1673 года город сдался. Но для голландцев колония не представляла большой ценности и в октябре 1674 года был заключён Вестминстерский мирный договор, согласно которому колонию вернули Англии.
В 1682 году губернатор Эдмунд Эндрос был снят с должности и на его место назначен Томас Донган. Под давлением населения он согласился созвать представительный орган и 17 октября 1683 года в форте Джеймс открылась первая Нью-Йоркская генеральная ассамблея, постановления которой имели силу указа. Донган издал хартию, которая разделила колонию на 12 округов. 31 октября 1683 года была официально издана «Хартия свобод и привилегий». Но в 1685 году король Карл II умер, герцог Йоркский стал королём под именем Якова II, и по его приказу весной 1686 года Ассамблея была распущена, а хартия отменена.
Одновременно провинция Нью-Йорк была включена в состав Доминиона Новая Англия, губернатором которой был Эдмунд Эндрос. Своим представителем в Нью-Йорк он назначил капитана Фрэнсиса Николсона. Это вызвало недовольство населения, которое заподозрило, что власти в союзе с французами участвуют в католическом заговоре по насаждению католичества. В 1688 году в результате Славной революции в Англии был свергнут король Яков II. Сразу же началось Бостонское восстание, которое привело к свержению Эндроса, а в городе Нью-Йорк в мае восставшие захватили власть, изгнали Николсона и сформировали Комитет Спасения для борьбы с католическим заговором. Командиром восставших стал Джейкоб Лейслер. Король Вильгельм III не признал Лейслера и направил в Нью-Йорк отряд полковника Генри Слоутера. 19 марта 1691 года он прибыл в Нью-Йорк и приговорил Лейстера к казни. Вместе с тем король велел распустить Доминион Новая Англия, а провинция Нью-Йорк получила постоянную выборную Ассамблею. Совет при губернаторе стал верхней палатой этого законодательного собрания.

### Война короля Вильгельма
Свержение профранцузски настроенного короля Якова II привело к войне с Францией, известной как Война короля Вильгельма. В 1689 году ирокезы совершили набег на Монреаль (сорвав планы французского нападения на Нью-Йорк), результатом которого стала Резня в Лашине. В ответ Фронтенак, губернатор Новой Франции, начал наступление на Олбани, но город был хорошо укреплён, и тогда французы разорили Скенектади. В 1692 году французы совершили рейд в долину реки Мохок, разорив несколько селений ирокезского племени мохоков. После этого мохоки не предпринимали нападений на Новую Францию. В 1697 году был заключён Рисвикский мирный договор. Провинция сильно пострадала от войны; в округе Олбани осталось менее 1500 поселенцев.

### Борьба за права Ассамблеи
В 1691 году губернатором стал Бенжамин Флетчер. Но сторонники казнённого Лейслера (лейслерианцы) доминировали в Ассамблее и при Флетчере, и при его преемнике Ричарде Куте, и при Джоне Нанфане, и только при Эдварде Корнбери (1702—1708) с их влиянием было покончено. Вместе с тем при Корнбери губернатор постепенно начал проигрывать Ассамблее в борьбе за власть. Когда в 1710 году в провинцию прибыл губернатор Роберт Хантер, он обнаружил, что Ассамблея присвоила себе гораздо больше прав, чем ожидалось, и превратилась в настоящий парламент. Хантер сумел договориться с Ассамблеей и в 1714 году подписал важный закон о натурализации, а в 1720 году его сменил на посту его близкий друг Уильям Бёрнет. Он пытался запретить торговлю с французским Монреалем, что вызвало много недовольства в провинции.
В 1732 году губернатором стал Уильям Косби, который снова оказался в конфликте с Ассамблеей. Его противники в 1733 году начали издавать газету The New York Weekly Journal, которая печаталась пенсильванцем Питером Зенгером. Раздражённый газетной критикой, Косби в 1734 году приказал сжечь выпуски газеты, арестовал Зенгера и отдал его под суд. Суд наз Зенгером начался в августе 1735 года; Зенгера защищал Эндрю Гамильтон, лучший адвокат в колониях. Зенгера обвиняли в публикации клеветы; согласно британскому праву, требовалось доказать только факт публикации, но Гамильтон заявил, что британское право неприменимо к колонии, и требуется в первую очередь доказать именно наличие лжи в публикациях. Зенгера оправдали. Историки спорят о том, в какой мере дело Зенгера повлияло на законодательство, но оно в любом случае привлекло внимание к вопросам свободы слова.
Косби умер в марте 1736 года, и его смерть породила такие споры о преемнике (И.О.), что провинция оказалась на грани гражданской войны. Однако, с прибытием нового губернатора Джорджа Кларка эмоции утихли. Кларк пошёл на уступки Ассамблее, главный оппозиционер Льюис Моррис покинул провинцию и стал губернатором Нью-Джерси, а с его сыном Льюисом Моррисом Младшим у Кларка установились хорошие отношения, как и с его преемником на посту спикера Ассамблеи, Адольфусом Филипсом. Оппозиция к неудовольствию жителей колонии фактически перешла на сторону губернатора.

### Война Короля Георга
В 1743 году губернатором стал Джордж Клинтон, который пробыл на этом посту 10 лет, дольше любого другого губернатора в североамериканских колониях. При нём в 1744 году началась англо-французская война, известная как Война короля Георга, но жители колонии неохотно участвовали в войне, не желая рушить налаженные торговые связи с индейцами и Монреалем. 28 ноября 1745 года франко-индейский отряд вторгся в колонию и разрушил селение Саратога, убив и пленив около ста человек. В июле 1746 года Клинтон собрал ополчение для совместного с армией рейда в Канаду, но регулярные войска так и не прибыли, рейд отменили, и ополчение разошлось по домам. Планы по захвату форта Краун-Пойнт на озере Шамплейн тоже не удалось реализовать. В 1747 году был оставлен форт Саратога, а французы почти блокировали Олбани, так что все поселения к северу от Олбани были покинуты жителями. В 1748 году случилась ещё одна небольшая перестрелка в Скенектади, и в том же году война завершилась Ахенским миром.

### Война с французами и индейцами
В 1753 году обострился англо-французский конфликт, на это раз из-за земель долины Огайо. В мае 1654 года французы разбили отряд Вашингтона у форта Несессити. Летом 1755 года было решено начать ответное наступление тремя колоннами: армиями генерала Брэддока, губернатора Ширли и генерала Джонсона. Экспедиция Брэддока завершилась разгромом, экспедицию Ширли отменили, но генерал Джонсон собрал ополчение Нью-Йорк и ирокезов, отправился к озеру Джордж и разбил французский отряд в сражении при озере Джордж. 15 мая 1756 года была официально объявлена Война с французами и индейцами. Провинции Нью-Йорк не хватало оружия и ополченцев, почти не было помощи со стороны регулярной армии, но Джонсону удалось уговорить ирокезов отказаться от нейтралитета и вступить в войну на стороне Великобритании. В 1756 году французы разрушили форт Булл и захватили форт Осуиго. 9 августа 1757 года пал форт Уильям-Генри. К середине 1758 года все поселения на нью-йоркском фронтире были брошены. Британский генерал Эберкромби собрал отряд в 15000 человек и двинулся к французскому форту Карильон на озере Шамплейн, но в сражении у форта Карильон был разбит с большими потерями.

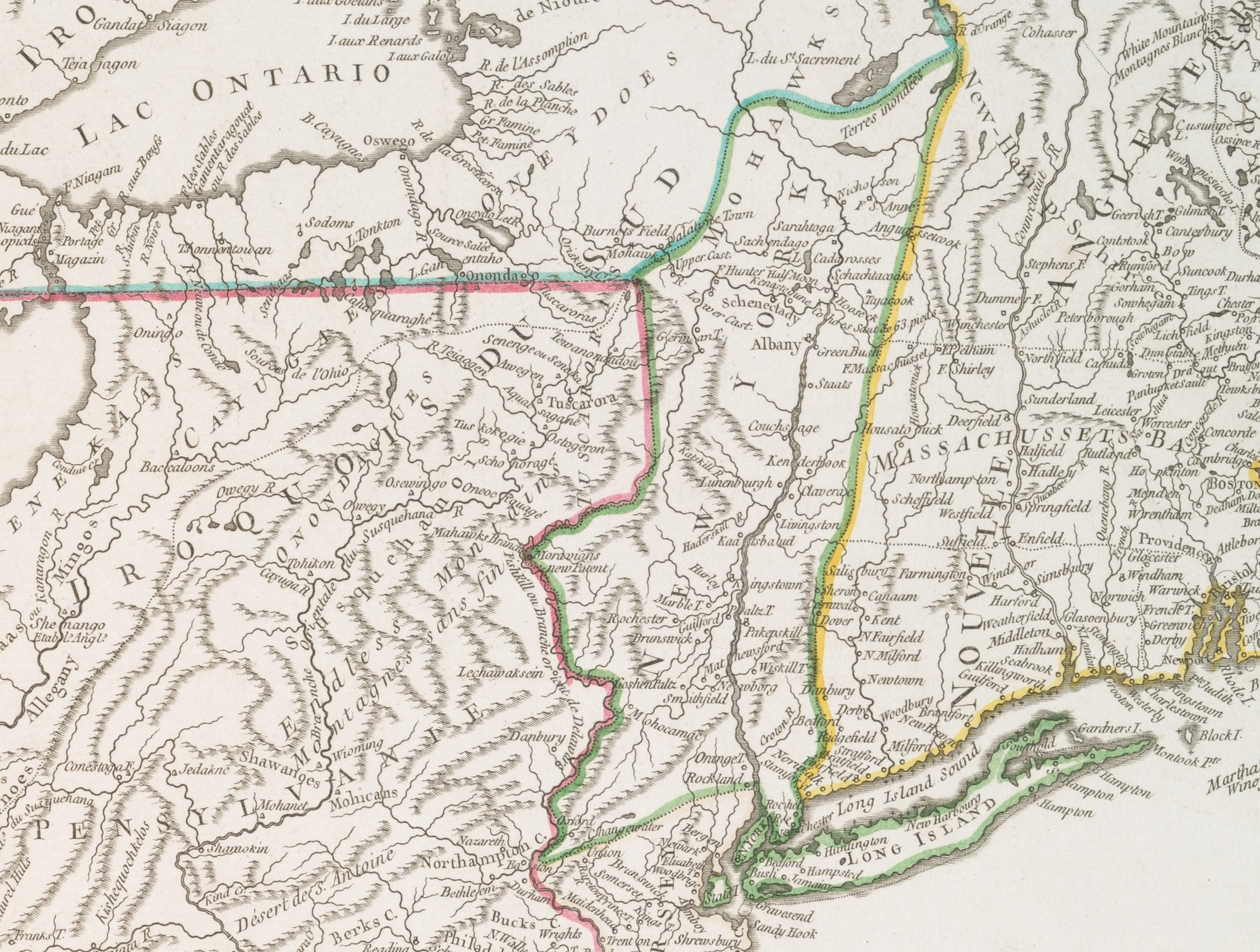
Провинция Нью-Йорк на карте 1768 года.

Но вскоре обстановка изменилась в пользу Британии. В конце 1757 года генерал Бредстрит захватил форт Фронтенак. Нью-Йоркская ассамблея стала более сговорчивее и охотно голосовала за финансирование военных расходов. В июле 1759 года генералы Придо и Джонсон захватили форт Ниагара. Через день был взят форт Тикондерога. К лету 1760 французы сосредоточили усилия на обороне Монреаля. 8 сентября Монреаль был взят, и это событие завершило войну на континенте. Население в целом поддерживало британскую армию, но уже в годы войны начались споры вокруг проблемы размещения армии на постой.
В ходе войны Ассамблея добилась некоторых прав, например, права налогообложения в колонии. При этом она признала Акт о почтовом сборе 1756 года, который был введён для сбора денег на армию. Его отменили после конца войны, но он повлиял на введение последующего аналогичного акта 1765 года. Война показала, что необходимо налаживать отношения с индейцами, но, поскольку Британия не разрушила форты, построенные на индейских землях в годы войны, это привело к недовольству индейцев и восстанию Понтиака. Генерал Джонсон убедил британское правительство ограничить экспансию на запад и по его предложению в 1768 году была организована встреча с представителями индейцев в форте Стенуикс, результатом которой стал Договор в форте Стенуикс. Индейцы уступили европейцам большую часть провинции Нью-Йорк за крупные денежные выплаты.

## Американская революция

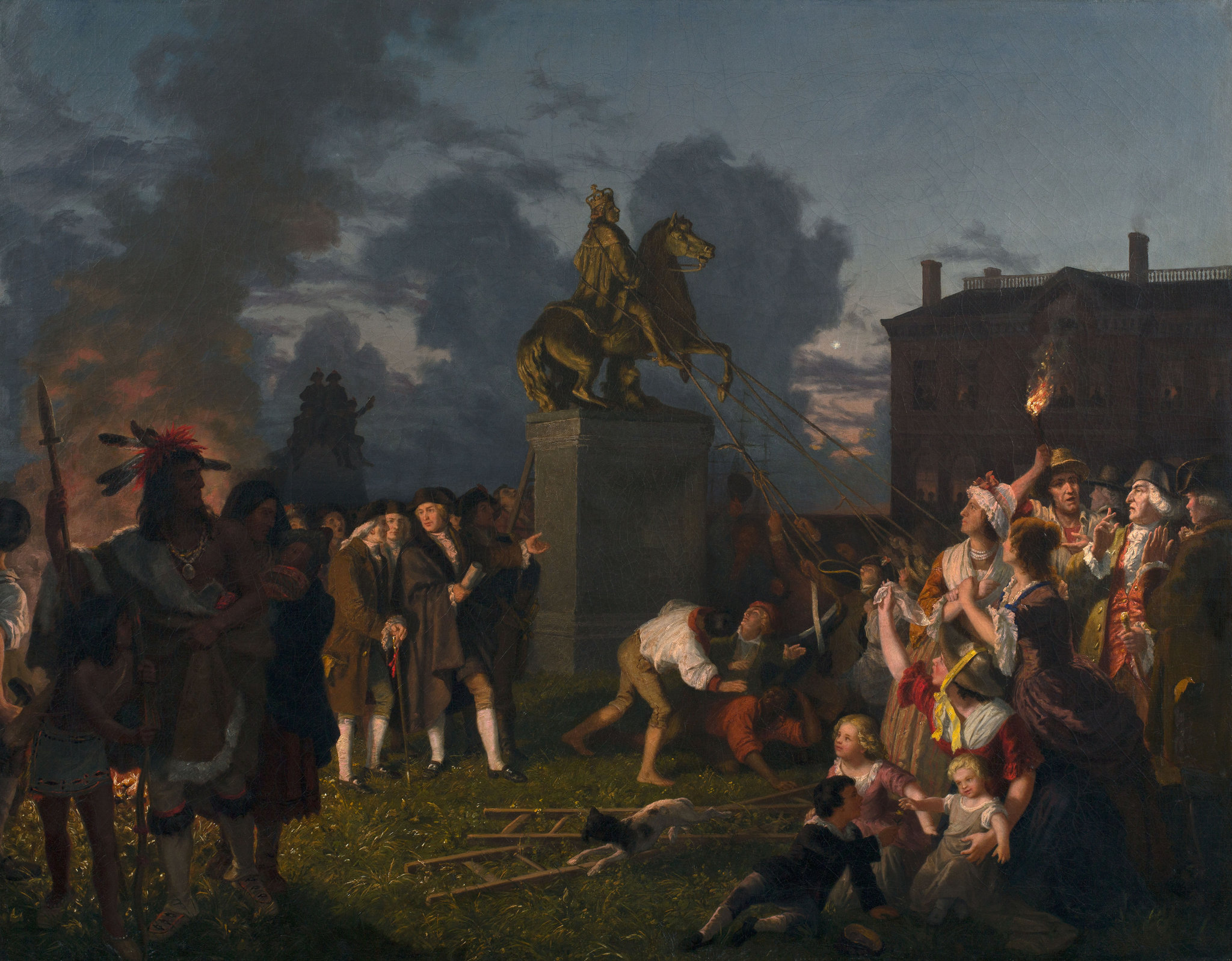
Свержение статуи короля Георга III в Нью-Йорке в 1776 году.

В 1764 году парламент Великобритании ввёл в колонии Сахарный акт, что вызвало протесты нью-йоркских коммерсантов, а Ассамблея выразила официальный протест, поскольку закон был введён без её одобрения. 11 апреля 1765 года в Нью-Йорке стало известно, что с 1 ноября правительство введёт в действие Акт о гербовом сборе. Это вызвало настолько негативную реакцию, что впервые (6 июня) проявились мысли о независимости. По призыву Массачусетса представители 9 колоний собрались в Нью-Йорке 7 октября на Конгресс Гербового акта, который выразил официальный протест. Губернатор Колден не решился вводить акт в действие, и сменивший его губернатор Генри Мур придерживался той же политики. 20 марта 1766 года Гербовый Акт был отменён.
Но в том же году Мур добился от ассамблеи признания Законов Таунсенда, которые вводили пошлину на бумагу, стекло, краски и чай. Через некоторое время, 27 августа 1768 году нью-йоркские торговцы приняли решение бойкотировать британские товары. Напряжение росло и 18 января 1770 года произошло столкновение армии с протестующими, известное как Сражение при Голден-Хилле. В апреле правительство отменило все пошлины кроме пошлины на чай. Отношения были налажены, 1771 и 1772 годы прошли спокойно, но в 1773 году был издан Чайный закон, позволивший поставлять в Америку дешёвый чай, что подрывало доходы американских коммерсантов. В декабре в Бостоне протестующие выбросили в море груз британского чая (Бостонское чаепитие), а в Нью-Йорке отказались разгрузить первый корабль с чаем. В апреле 1774 года нью-йоркцы выбросили в море груз чая с корабля London. Правительство ввело против Бостона так называемые «Невыносимые законы», и возникло предположение, что против Нью-Йорка введут аналогичные. Был сформирован «Комитет 51-го», чтобы решить этот вопрос.
Бостонцы предложили объявить Англии бойкот. Нью-Йоркские «Сыны свободы» поддержали предложение, но «Комитет 51-го» выступил против. 15 мая поступило предложение собрать в Нью-Йорке конгресс. Вирджиния предложила собраться в Филадельфии, это предложение было одобрено. Делегатами Первого континентального конгресса от Нью-Йорка стали Джон Элсоп, Саймон Берум, Джеймс Дуэйн, Уильям Флойд, Джон Хэринг, Джон Джей, Филип Ливингстон, Исаак Лоу и Генри Уиснер. Все они были представителями консервативной части провинции. В ноябре «Комитет 51-го» был распущен и созван более радикальный «Комитет 60-ти». Так как Нью-Йоркская Ассамблея не признала решений Первого Континентального конгресса и отказалась послать делегатов на Второй Конгресс, «Комитет» призвал созвать делегатов на Первый Провинциальный Конгресс, который собрался 20 апреля 1775 года, и выбрал делегатов на Второй Континентальный конгресс. Ими стали Эслоп, Берум, Джордж Клинтон, Дуэйн, Уильям Дьюэр, Флойд, Джей, Фрэнсис Льюис, Эзра Л’Оммедью, Филип Ливингстон, Роберт Ливингстон, Говернер Моррис, Льюис Моррис, Филип Скайлер, Джон Скотт и Уиснер.
В апреле в Нью-Йорк пришли известия о столкновениях колонистов Массачусетса с британцами при Лексингтоне и Конкорде. Лидеры радикалов во главе с Исааком Сирсом призвали к сопротивлению, и был сформирован корпус добровольцев. В британском арсенале были захвачены 600 мушкетов. 28 апреля Комитет 60-ти призвал сформировать правительство штата, после чего он был распущен и сформировался более радикальный «Комитет Ста», который управлял провинцией до собрания Второго Провинциального конгресса 22 мая. Между тем 10 мая Бенедикт Арнольд с отрядом Green Mountain Boys внезапной атакой захватил форт Тикондерога, а Сет Уорнер через два дня захватил форт Краун-Пойнт. 6 июня все британские войска были выведены из города Нью-Йорк для усиления гарнизона Бостона, оставив провинцию под властью Провинциального Конгресса и местных комитетов. В октябре город покинул губернатор Уильям Трайон.
Конгресс поручил Филипу Скайлеру организовать вторжение в Канаду; в августе армия генерала Монтгомери (в составе которой находился один нью-йоркский полк) выступила из форта Тикондерога и зимой захватила Монреаль, но была разбита под Квебеком. Это событие ускорило принятие решения о независимости. Ещё 14 декабря 1775 года Нью-Йоркский Конгресс постановил, что ведёт войну против несправедливостей парламента, но не за независимость. Это утверждение было повторено 12 января 1776 года в обращении к жителям Квебека. Но сторонников независимости становилось всё больше. 14 мая собрался Третий провинциальный конгресс, который 27 мая объявил о ликвидации прежней формы правительства. Но были сомнения, что Провинциальный конгресс имеет полномочия на это, поэтому было решено 9 июля созвать Четвёртый провинциальный конгресс. Декларация независимости уже обсуждалась на Континентальном конгрессе, но Нью-Йорк не дал своим делегатам полномочий её подписывать. Когда Декларация была принята 4 июля, депутаты от Нью-Йорка не участвовали в голосовании. Однако Четвёртый провинциальный конгресс, который собрался в Уайт-Плейнс, оказался более радикальным и признал Декларацию, а 10 июля объявил себя Собранием представителей штата Нью-Йорк. Провинция Нью-Йорк превратилась в независимый штат.

## Война за независимость

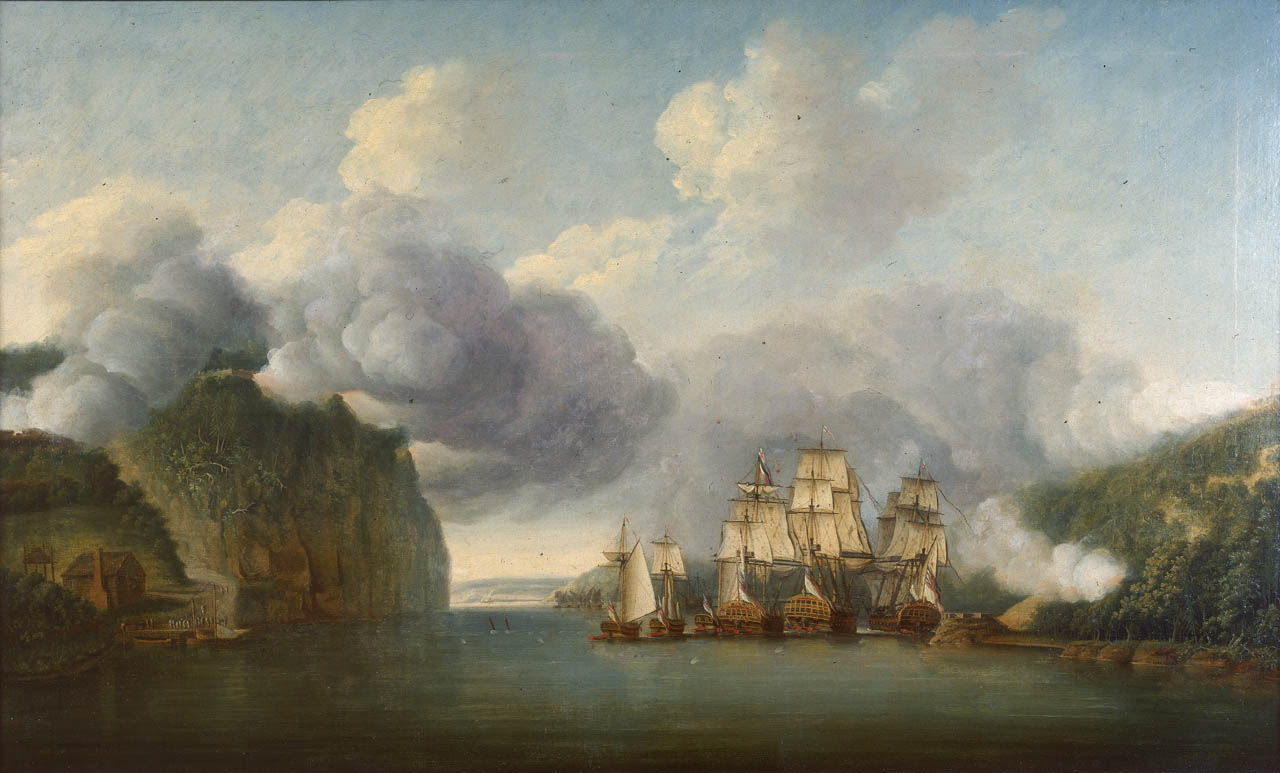
Британский флот на Гудзоне в 1776 году.

В самом начале войны за независимость штат Нью-Йорк оказался в опасном положении: он был открыт для вторжения как со стороны Канады, так и со стороны моря. 28 июня 1776 года к Нью-Йорку подошёл британский флот с армией в 10 000 человек на борту. Несколько недель англичане перебрасывали к Нью-Йорку войска с Карибских островов, Гибралтара и Англии, и к 15 августа в распоряжении генерала Хау была уже 31 000 человек, в их числе 8000 немецких солдат. Джорджу Вашингтону удалось собрать 28000 человек. В это же время армия Гая Карлтона готовилась наступать на Нью-Йорк из Канады. 26 августа британская армия начала наступление через остров Лонг-Айленд. 27 августа армия Вашингтона была разбита в Лонг-Айлендском сражении и отброшена в Бруклин. Переговоры на Статен-Айленде не дали результатов, и 15 сентября британская армия вошла в Нью-Йорк. 12 октября генерал Хау начал наступление на север и разбил американцев в сражении при Уайт-Плейнс. 16 ноября англичанам удалось захватить форт Вашингтон. В боях за Нью-Йорк англичане потеряли примерно 1000 человек, а Континентальная армия — 600 человек убитыми, 4000 попавшими в плен и большое количество ранеными.
Весной 1776 года канадская армия генерала Карлтона начала наступление с севера через озеро Шамплейн, но Карлтону пришлось построить на озере флот для противодействия американскому флоту Бенедикта Арнольда. 11 октября 1776 года Карлтон разбил флот противника в сражении у острова Валькур, но время было упущено, Карлтон не решился осаждать форт Тикондерога и вернулся в Канаду. Британские планы на 1777 год предполагали наступление на Олбани тремя армиями: армией Бергойна из Канады, армией Хау из Нью-Йорка и армией Сент-Леджера по долине реки Мохок. В июне началась Саратогская кампания: армия Бергойна захватила форт Тикондерога и вышла к реке Гудзон, но 18 августа британский отряд был разбит ополченцами в сражении при Беннингтоне. Армия Сент-Леджера разбила американцев при Орискани, но после этого была вынуждена отступить. Армия Бергойна после двух сражений под Саратогой оказалась окружена и капитулировала. Это событие позволило Франции вступить в войну на стороне США.

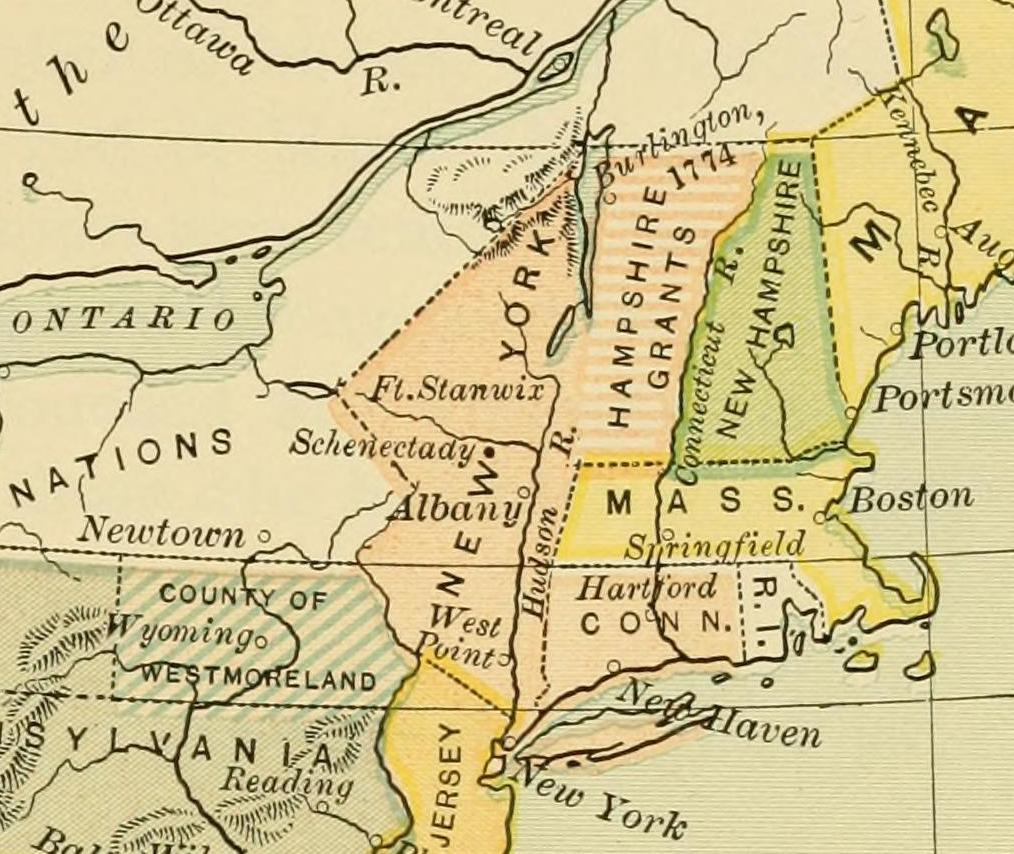
Штат Нью-Йорк в годы Войны за независимость.

Между тем ещё 12 марта 1777 года появился проект конституции штата, составленный, предположительно, Джоном Джеем. 20 апреля 1777 года он был одобрен Собранием представителей и вступил в силу как первая Конституция штата Нью-Йорк. Конституция предусматривала правительство с двухпалатным Законодательным собранием и губернатором, чьи полномочия были сильно урезаны. Конституция гарантировала свободу религии и свободный суд. Права голоса на выборах губернатора и сенаторов имели только те, кто имел собственности минимум на 100 фунтов. Выбирать членов Ассамблеи могли те, кто имел собственности минимум на 20 фунтов. В июне 1777 года на первых губернаторских выборах в истории штата Джордж Клинтон был избран первым губернатором штата Нью-Йорк. В сентябре оформилась законодательная власть.
В 1778 году британцы организовали несколько атак силами лоялистов и ирокезов: разрушили Коблскилл, Спрингфилд, Андрустаун и разорили Черри-Валли. Им удалось уничтожить множество припасов для американской армии. В ответ в апреле 1779 года армия Джеймса Клинтона вошла в земли ирокезов, соединилась в армией генерала Салливана и объединёнными силами (3500 человек) разбила лоялистов Джона Батлера в сражении при Ньютауне. Эта кампания, известная как Экспедиция Салливана, имела ограниченный успех, но сильно подорвала могущество ирокезов. Набеги не прекратились: 20 июля индейский вождь Брант разрушил Минисинк. Между тем 16 июля 1779 года отряд Энтони Уэйна взял штурмом форт Стоуни-Пойнт. 25 октября 1781 года произошло последнее сражение войны за независимость на территории Нью-Йорка: 600 индейцев и лоялистов майора Росса были разбиты полковником Уилетом в сражении при Джонстауне. Незадолго до этого британский генерал Корнуоллис сдался под Йорктауном, а в 1783 году был заключён мир. 25 ноября 1783 года англичане покинули Нью-Йорк. Штат сильнее всех пострадал от войны: треть всех сражений произошла на его территории. Город Нью-Йорк перенёс два пожара и его население сократилось до 10000 человек. Хозяйство штата было разорено, торговые связи утрачены. Нью-Йорк оказался в самой сложной фазе своей истории.

## Межвоенный период

### Эпоха Клинтона

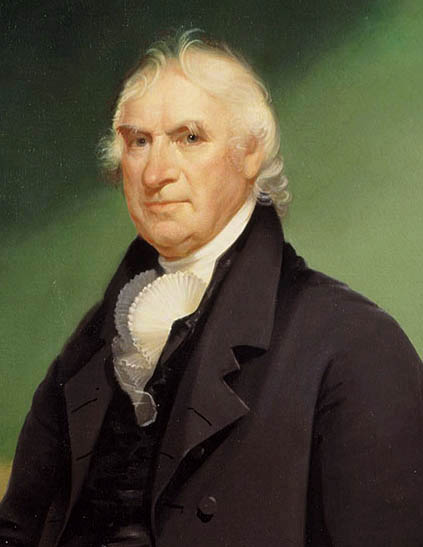
Джордж Клинтон был губернатором Нью-Йорка с 1777 по 1795 год

В 1783 году губернатор Джордж Клинтон был избран на третий срок. Ему пришлось решать множество проблем, в том числе пограничные. Ещё в 1777 году на спорной территории между штатами Нью-Йорк и Нью-Гэмпшир образовалась республика Вермонт. Клинтон отказался признать республику, но не решался применить силу, потому что вся Новая Англия была на стороне Вермонта. Наконец, Нью-Йорку пришлось признать неизбежное: в 1790 году было решено, что Нью-Йорк признаёт границы Вермонта, а тот за это выплачивает Нью-Йорку 30 000 долларов. 4 марта 1791 года Вермонт стал 14-м штатом США.
Конгресс принял решение собрать конвент в Филадельфии в мае 1787 года, и делегатами от Нью-Йорка стали Роберт Йейтс, Джон Лансинг и Александр Гамильтон. Первые два вскоре покинули конвент, поэтому Конституцию США от имени штата Нью-Йорк подписал Гамильтон. В сентябре Конституция была передана штатам для ратификации. Обсуждение этого вопроса в Нью-Йорке началось в январе 1788 года; сразу сформировалась партия федералистов под руководством Гамильтона, и партия антифедералистов под руководством губернатора Клинтона. Чтобы подготовить федералистов штата к борьбе за ратификацию, Гамильтон начал публиковать статьи под общим названием «Записки федералиста».
Было решено созвать специальный конвент для обсуждения ратификации: он собрался 17 июня 1788 года в Покипси под президентством Клинтона. 46 делегатов были антифедералистами, и только 19 федералистами. Шесть недель Гамильтон боролся за ратификацию почти в одиночку. В это время стало известно, что Нью-Гэмпшир ратифицировал Конституцию и она вступила в силу, и теперь конвент решал только вопрос о присоединении или неприсоединении Нью-Йорка к Союзу. 2 июля Конституцию приняла Вирджиния. Теперь у Нью-Йорка не осталось выбора, но споры только обострились и даже привели к бунту в Олбани 4 июля. Только 26 июля Меланктон Смит с группой сторонников признали конституцию, после чего на финальном голосовании она была принята 30 голосами против 27. Нью-Йорк стал 11-м штатом США. В 1789 году прошли новые губернаторские выборы, на которых за место боролись Клинтон и Роберт Йейтс, и действующий губернатор победил. Ассамблея теперь контролировалась федералистами, а Сенат антифедералистами.
По поводу выборов сенаторов произошли разногласия между различными группировками, которые затянулись на пять месяцев, из-за чего сенаторы от Нью-Йорка не присутствовали на открытии Сената США 4 марта 1789 года. Только 16 июля были выбраны первые два сенатора: Филип Скайлер и Руфус Кинг.

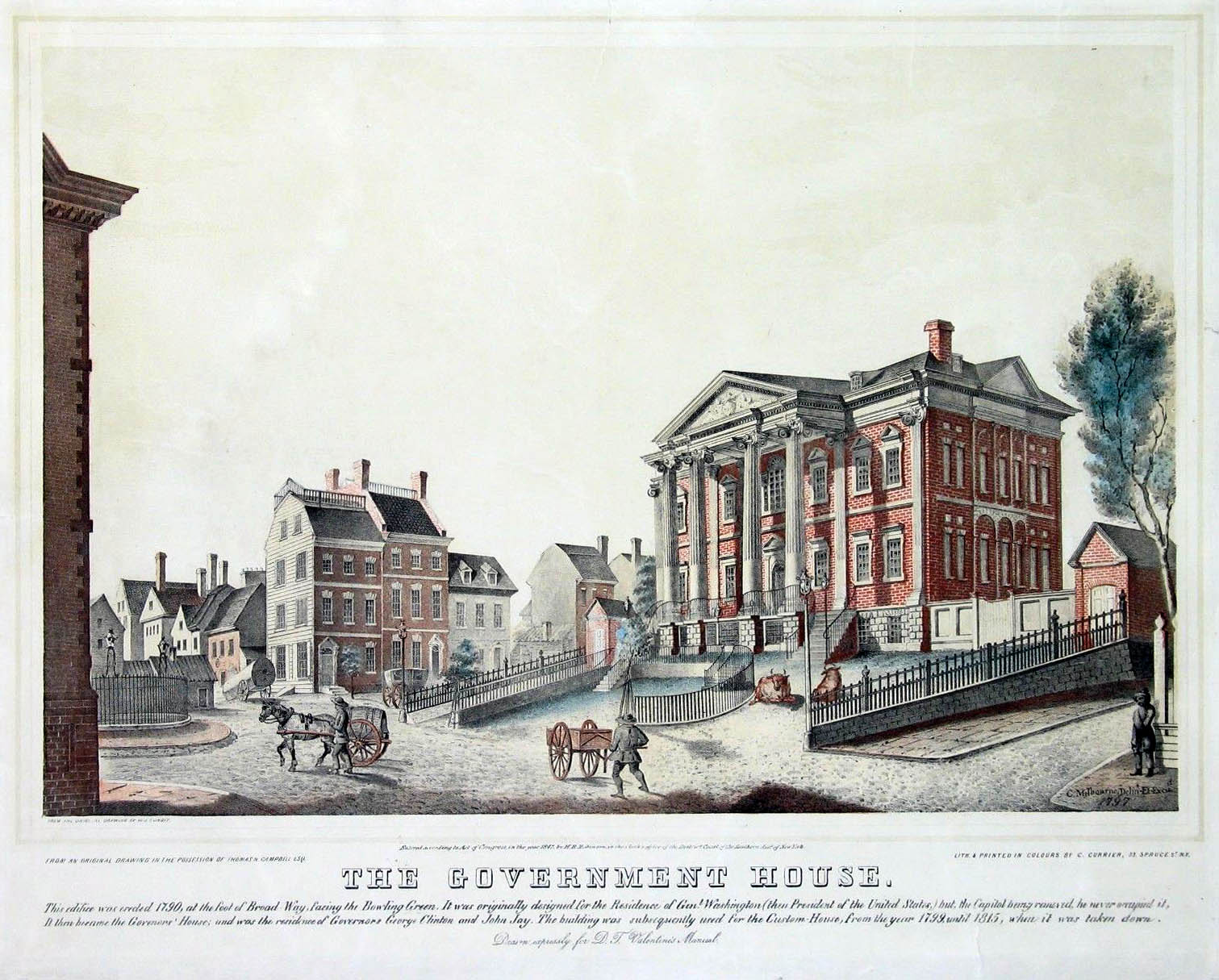
Резиденция губернатора на Бродвее

30 апреля 1789 года в Нью-Йорке прошла инаугурация первого президента, Джорджа Вашингтона, который вскоре сформировал первое правительство США. Туда попали нью-йоркцы Гамильтон (госказначей), Джон Джей (верховный судья), Ричард Харисон (верховный прокурор штата) и Джеймс Дуэйн (верховный судья штата). В том же году Клинтон назначил своим секретарём племянника Девитта Клинтона, начавшего таким образом свою политическую карьеру. В 1790 году в городе Нью-Йорка в начале Бродвея началось строительство резиденции для президента Вашингтона, но в том же году столица США была перенесена из Нью-Йорка в Филадельфию, поэтому здание стало использоваться как резиденция губернатора.
В 1792 году на очередных губернаторских выборах за место губернатора претендовали Джон Джей и Клинтон, и действующий губернатор снова победил, несмотря на обвинения в мошенничестве. Политические споры обострились после начала Французской революции. Клинтон и антифедералисты приветствовали новую республику, а федералисты отнеслись к ней настороженно. В 1793 году в Америку прибыл французский посол Эдмон-Шарль Жене, который пытался склонить США к войне с Англией. Правительство страны не пошло ему навстречу, и в итоге Жэнэ остался в Америке, поселился в Нью-Йорке, и женился на дочери губернатора, Корнелии Клинтон. Это ещё более сблизило с Францией губернатора и всех антифедералистов. В 1795 году Клинтон решил не переизбираться на следующий срок, и на выборах губернатора соревновались Джон Джей (который тогда находился в Англии) и Роберт Йейтс. Джей победил и стал новым губернатором штата.

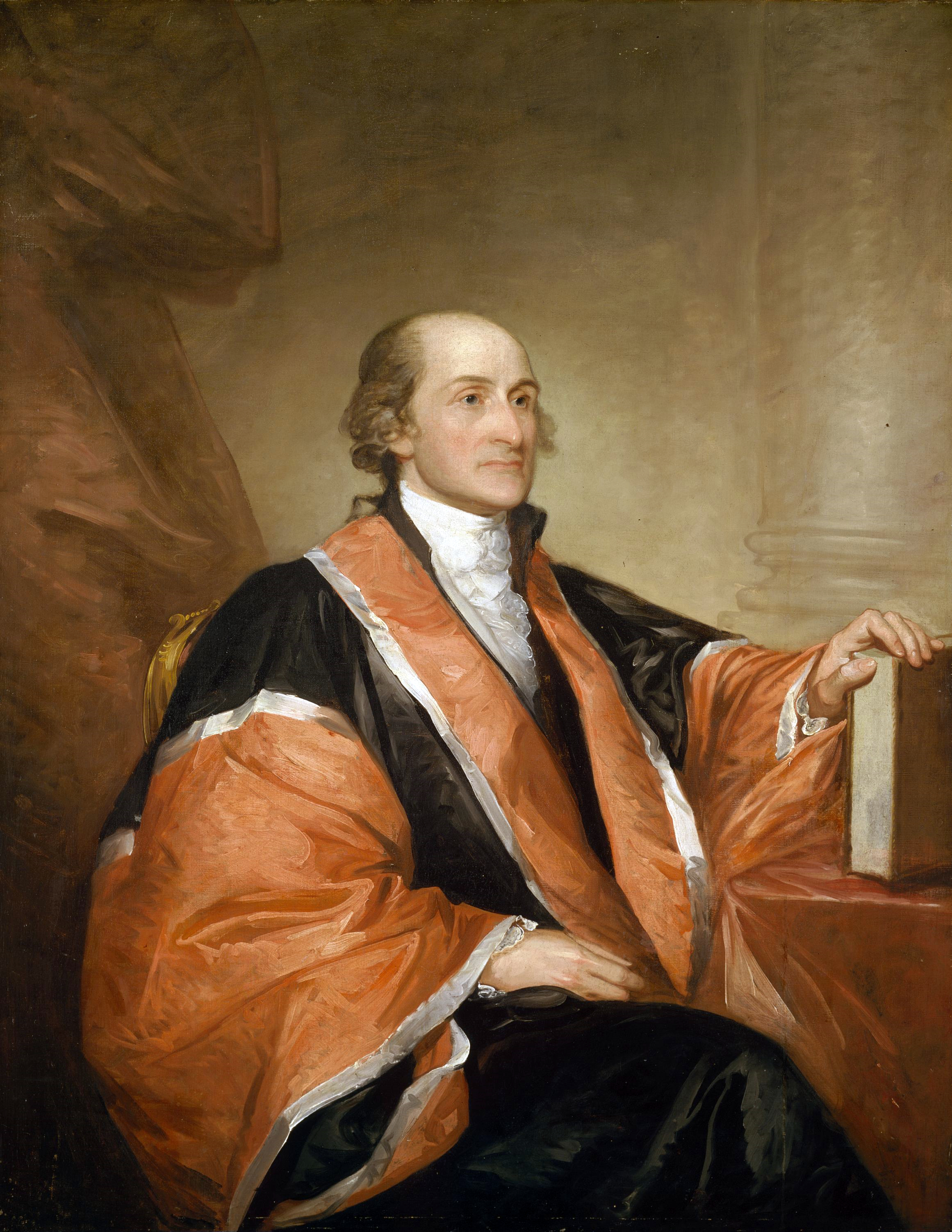
Джон Джей, губернатор 1795—1801 гг.

В 1797 году Девитт Клинтон был избран в Ассамблею штата, что стало началом долгого доминирования республиканцев в Ассамблее. В том же году, при президентстве Адамса, произошёл дипломатический скандал, известный как Дело XYZ. Это настроило нью-йоркцев против Франции и республиканцев, и не позволило Роберту Ливингстону избраться в губернаторы от республиканцев. На волне успеха федералисты провели через конгресс «Законы об иностранцах и подстрекательстве к мятежу», против которых в штате подал петицию ветеран войны Джедадия Пек. Он был арестован на основании этих же законов (за распространение петиций против них), но арест популярного общественного деятеля вызвал всплеск недовольства в штате. Джедадия Пека доставили в кандалах на суд в Нью-Йорк. Зрелище измученного героя войны, которого везли в цепях, и собирались отправить в тюрьму, только помогло делу республиканцев. Вскоре Пек был освобождён без суда.
В конце апреля 1800 года начались выборы 24-й легислатуры Нью-Йорка, на которых фактически решалась судьба грядущих президентских выборов. Кампанию за республиканцев в штате возглавил Аарон Бёрр, а за федералистов Александр Гамильтон. Республиканцы победили, что стало тяжёлым ударом для федералистской партии и самого президента. В отчаянии Гамильтон даже предложил губернатору Джону Джею изменить законодательство штата, чтобы выборщики от штата избирались населением, а не легислатурой, но Джей не поддержал его.
В 1800 году прошли президентские выборы, которые привлекли внимание всего штата, потому что выборщики от Нью-Йорка в основном влияли на результат. Республиканцы победили на партийных выборах в штате, но на президентских выборах Гамильтон не поддержал кандидатуру Бёрра и в итоге победителем стал республиканец Томас Джефферсон. В 1801 году Клинтон в седьмой раз стал губернатором, после чего влияние федералистов в стране и штате стало быстро слабеть. В целом между 1783 и 1801 годом Нью-Йорк был одним из ведущих штатов и дал стране примерно столько же политиков сколько Массачусетс и Вирджиния, и эти люди внесли большой вклад в формирование американской демократии.

### Земельные сделки
После договора в форте Стенуикс 1784 года было заключено ещё несколько договоров с ирокезами, по условиям которых индейцы продали Нью-Йорку все свои земли к востоку от реки Дженеси и переселились в Канаду или в небольшие резервации. Так как Массачусетс тоже претендовал на эти земли, то в 1786 году между Нью-Йорком и Массачусетсом был заключён Хартфордский договор, по которому Нью-Йорк получил политический суверенитет над всеми спорными землями, а Массачусетс получил права на земли к западу от озера Сенека. В 1788 году коммерсанты Оливер Фелпс и Натаниель Горам выкупили у Массачусетса права на его участок за $150 000. В июле того года они выкупили у ирокезов земли восточнее Дженеси, в результате чего образовалась территория, известная как «Участок Фелпса-Горама». Эта сделка оказалась убыточной, поэтому они продали часть участка финансисту Роберту Моррису, который продал часть земель английским и голландским коммерсантам. Они пытались инвестировать капитал в эти земли, но и их бизнес оказался убыточным.
Земли северного Нью-Йорка, прилегающие к реке Святого Лаврентия, оставались неосвоенной глушью; в 1787 году коммерсант Адександр Макомб купил у штата участок, известный потом как «Участок Макомба». Макомбу тоже с трудом удалось перепродать эти земли. Часть земель купил коммерсант Самуэль Огден, который построил на этой территории город Огденсберг.

### Период демократизации (1801—1825)
Период с 1801 года по 1825 год характерен политическими конфликтами между фракциями республиканцев (джефферсонианцев), которые постепенно демократизировали общество. В эти годы ведущими политиками были Джордж Клинтон, Аарон Бёрр, Девитт Клинтон и Даниель Томпкинс. Много споров вызывала система назначения чиновников. В 1801 году в Олбани собрался конституционный конвент под председательством Аарона Бёрра. По инициативе Девитта Клинтона было решено, что губернатор не имеет права назначать чиновников на должности; это во многом ухудшило построенную федералистами государственную структуру штата. Дебаты привели к конфликту между Клинтоном и Бёрром. В это время конфликт с Джефферсоном поставил под угрозу политическую карьеру Бёрра; чтобы её спасти, он принял участие в губернаторских выборах в штате Нью-Йорк 1804 года. Бёрр проиграл; он был уверен, что на ход выборов повлияли интриги Гамильтона. Это обострило конфликт Бёрра и Гамильтона и в итоге привело к дуэли 11 июля 1804 года. Гамильтон был убит, а политическая карьера Бёрра разрушена. Губернатором штата на выборах 1804 года стал республиканец Морган Льюис. Постепенно назрел раскол между сторонниками Клинтона (клинтонианцами) и сторонниками Льюиса (Lewisites или Quids). Сторонники Льюиса объединились в организацию, известную, как Мартлинг-мен, и которая в будущем стала известна как Таммани-холл.
На губернаторских выборах 1807 года клинтонианцы выставили кандидатом Даниеля Томпкинса, который легко победил кандидата от Quids, Моргана Льюиса. Но Томпкинс вскоре разошёлся во мнениях с Клинтоном по вопросу закона об эмбарго. В 1810 году губернатор был переизбран на второй срок. Непопулярный закон об эмбарго привёл в тому, что федералисты несколько раз завоёвывали большинство в законодательном собрании штата. В 1812 году умер вице-президент Джордж Клинтон, и в том же году Девитт Клинтон стал кандидатом в президенты, но проиграл Мэдисону на выборах 1812 года. Мэдисон был сторонником войны с Англией, и его поддерживали Томпкинс и Таммани-холл, хотя большинство нью-йоркцев были противниками войны. Когда война с Англией всё же началась, и Томпкинс показал себя способным губернатором военного времени, хотя штату не хватало денежных средств, его ополчение было очень слабым, а госаппарат во многом некомпетентным.

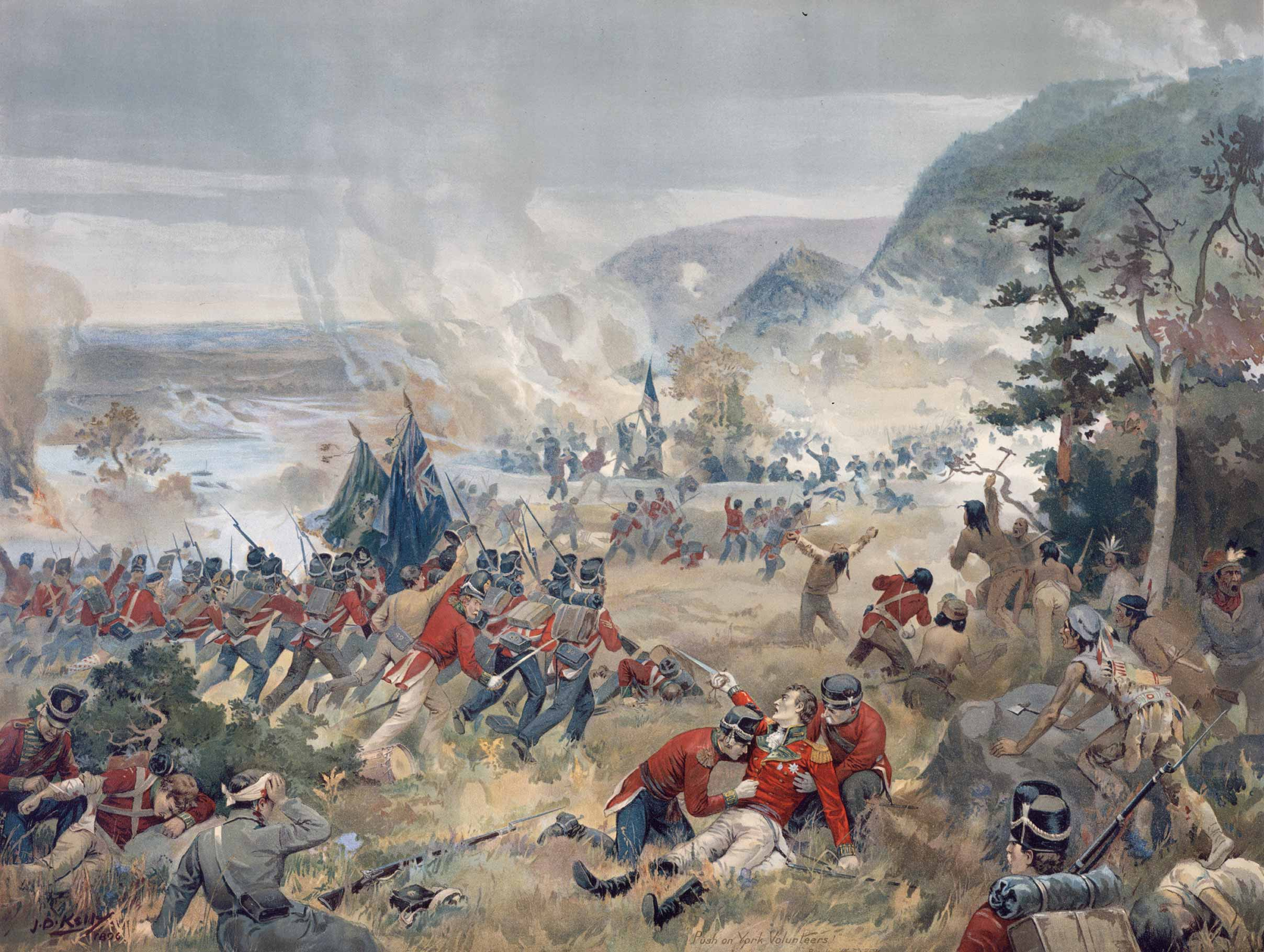
Сражение на Куинстонских высотах.

Осенью 1812 года было запланировано наступление силами нескольких армий на Канаду. Нью-йоркские ополченцы под командованием генерала Стивена ван Ренсселера должны были атаковать Ниагару. 13 октября произошла битва на Куинстонских высотах: американцы сумели захватить высоты у Куинстона, но ополченцы отказались наступать далее на территорию Канады, что позволило англичанам подтянуть подкрепления и разбить противника. В том году англичане дважды атаковали территорию штата Нью-Йорк: 19 июля у Сакет-Харбора и 4 октября у Огденсберга. Весь 1813 год шли бои на границе с Канадой, которые не дали американской стороне никаких преимуществ. В 1814 году англичане перебросили ветеранские части из Европы, но и американцы успели накопить боевой опыт. 5 июля армия генерала Брауна (в её составе 23-й пехотный полк, набранный в штате Нью-Йорк), разбила британскую армию в сражении при Чиппеве, а 25 июля при Ландис-Лейне. В конце лета армия Джорджа Прево начала наступлению на юг через озеро Шамплейн, следуя по пути наступления армии Бергойна в 1777 году. Однако, американская армия Макомба при поддержке флота капитана Макдоно сумела разбить противника в сражении при Платтсберге.
Война не пользовалась популярностью в штате, и ополченцы штата сражались неохотно. Вместе с тем убытки были невелики: пострадало несколько приграничных посёлков, а на всю войну штат потратил 1 959 477 долларов. Экономика штата в целом не пострадала. Война не прекратила внутрипартийных споров в штате. Карьера Девитта Клинтона шла на спад и он лишился поста мэра Нью-Йорка, а Томпкинс сохранил популярность и был переизбран губернатором в 1816 году. Он даже надеялся стать президентом, но на выборах 1820 года победил Джеймс Монро. Вскоре Клинтон смог вернуться к активной политике и дважды избирался губернатором штата. 28 августа 1821 года в Олбани собрался конституционный конвент, который внёс в законы ряд изменений: губернатор получил право вето, право назначения чиновников было распределено между законодательным собранием и губернатором, а самое главное, было расширено право голосования. По конституции 1777 года его имели 33 % белых мужчин, теперь же его получили 84 % белых мужчин. Новая конституция вступила в силу 31 декабря 1822 года.
Важные изменения произошли в области земельной собственности. В конце века некоторые коммерсанты скупили огромные участки земли в неосвоенных частях штата (в том числе «Участок Макомба»), но между 1790 и 1825 годами эти территории были разделены на небольшие участки и проданы частникам. Так сформировался класс мелких фермеров, а к середине XIX века от прежних крупных земельных владений остались лишь небольшие фрагменты. Так провинция штата в начале века стала демократическим сообществом свободных фермеров.

### Транспортная революция

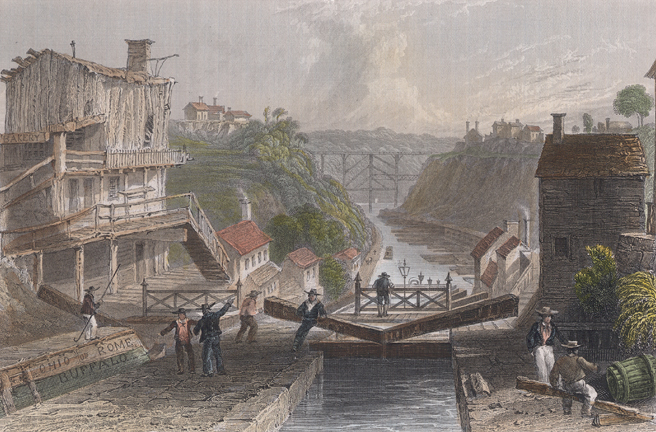
Шлюз на канале Эри, гравюра 1839 года.

Ещё в 1807 году Роберт Ливингстон и Роберт Фултон испытали на Гудзоне первый пароход, но война с Англией помешала развитию этой идеи. К концу войны было построено ещё несколько пароходов, налажена паровая паромная переправа в Нью-Йоркской гавани и налажено пароходное сообщение между Нью-Йорком и Брунсвиком. Годы с 1815 по 1850 стали золотым веком речного пароходства; Фултон и Ливингстон монополизировали пароходный бизнес и их доходы стремительно росли. Их конкурент Джон Стивенс построил пароход Phoenix, но под давлением монополии перевёл его в Делавэр. Монополии удалось договориться с Аароном Огденом, но другой коммерсант, Томас Гиббонс, запустил свою пароходную линию (наняв капитаном Корнелиуса Вандербильда) и начал бороться против монополии Фултона-Ливингстона в судах. При помощи Дэниеля Уэбстера спор перешёл в Верховный Суд США, который в деле Gibbons v. Ogden в 1824 году признал правоту Гиббонса. В 1825 году Законодательное собрание штата отменило все привилегии Фултона-Ливингстона. Отмена ограничений привела к стремительному росту пароходства, которое распространилось до Флориды, но штат Нью-Йорк остался главным центром пароходной индустрии.
В отличие от Англии, где строительство каналов началось ещё в конце XVIII века, в США каналы строились медленно из-за нехватки средств. К концу войны 1812 года в стране существовало не более 100 миль каналов. В 1817 году легислатура Нью-Йорка по инициативе Девитта Клинтона приняла решение построить канал Эри, который бы протянулся на 364 мили и соединил Олбани на Гудзоне и Буффало на озере Эри. Строительство началось в 1818 году на средства штата и шло так быстро, что первые 75 миль были открыты для навигации уже в 1819 году. Канал начал окупаться уже на стадии постройки и был завершён в 1825 году, после чего сразу получил такую нагрузку, что в 1835 году его пришлось расширять вдвое. Доходы от канала росли вопреки экономическим кризисам и конкуренции с железными дорогами, и этот успех породил манию каналостроения по всей стране. В самом штате было построено несколько ответслений канала, но не все стали коммерчески успешными.

### Отмена рабства
Общая демократизация общества привела к постепенному отмиранию подневольного труда в штате. Постепенно исчезла система договорного рабства: стало выгоднее нанимать свободных рабочих. Изменилось и отношение к чернокожим рабам. Штат Нью-Йорк имел самое большое негритянское население среди северных штатов: в 1790 году здесь проживало 11 000 негров. Предложения отменить рабство возникали ещё в 1785 году, но тогда был только запрещён ввоз рабов. В 1799 году законодательное собрание постановило, что дети рабов, родившиеся после 4 июля 1799 года переходят в статус свободных слуг, а по достижении возраста 27 лет (25 у женщин) становятся полностью свободными. Закон от 1817 года постановил, что с 4 июля 1827 года все, родившиеся до 1799 года, становятся свободными.

### Период Джексоновской демократии

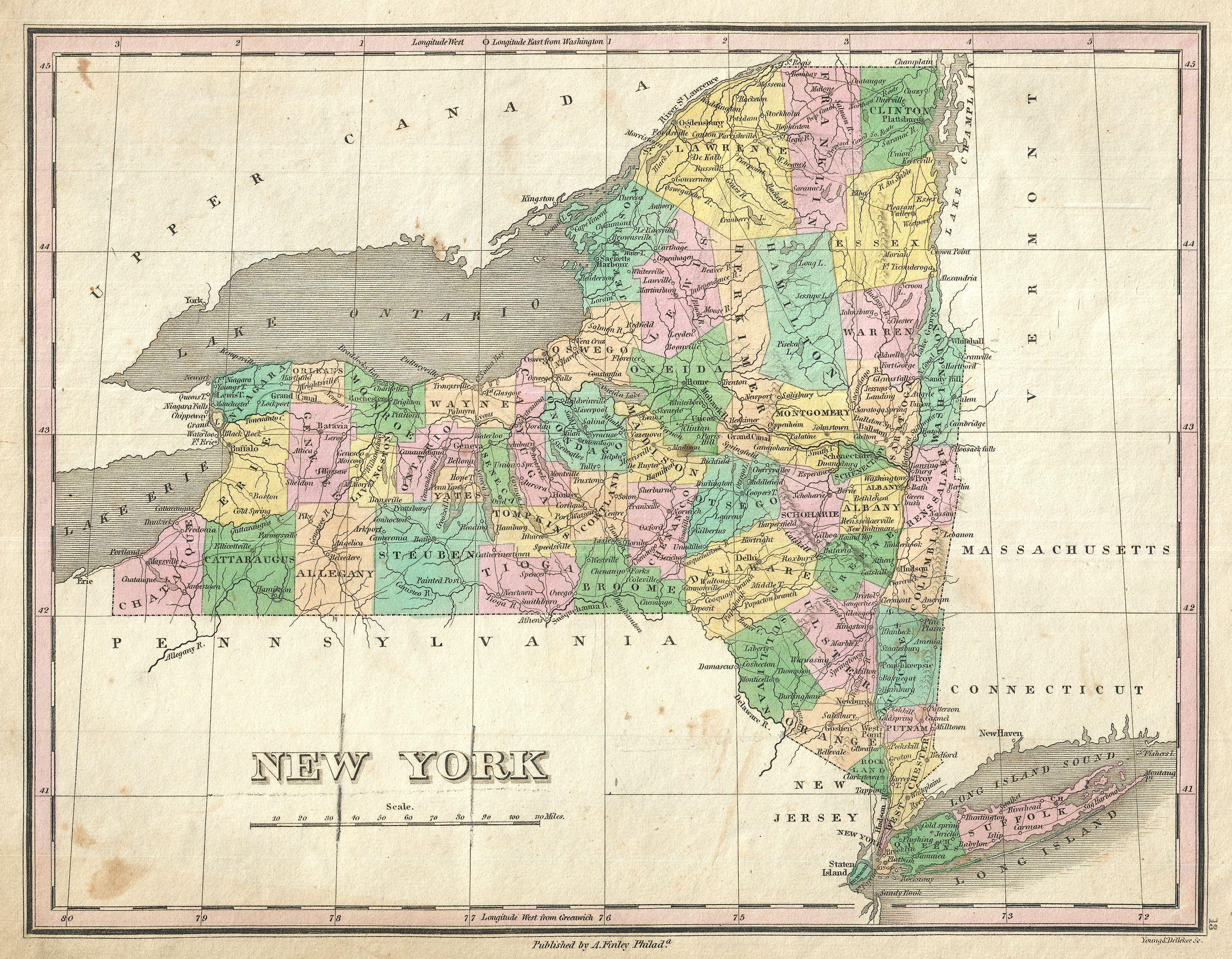
Карта штата Нью-Йорк 1827 года.

После 1825 года продолжался раскол я рядах Демократическо-республиканской партии, которая в те годы стала называться просто Демократической партией. На выборах 1828 года, которые совпали с губернаторскими выборами в Нью-Йорке, за место президента боролись Эндрю Джексон (от демократов) и Джон Куинси Адамс, сторонники которого постепенно превратились в партию вигов. Мартин ван Бюрен, сенатор от Нью-Йорка, поддержал Джексона, и для этого участвовал в губернаторских выборах. Он победил, пробыл губернатором 72 дня, после чего подал в отставку и стал госсекретарём при Джексоне. Его заместитель Энос Труп стал губернатором. Ван Бюрен позже стал вице-президентом, а в 1836 году он был избран президентом, став первым нью-йоркцем на этом посту.
Годом ранее, в 1835 году, одна из фракций Демократической партии оказалась в большинстве на собрании в Таммани-Холле. Их противники в знак протеста отключили свет, и тогда члены фракции достали свечи и зажгли их спичками, которые тогда назывались locofocos. Так образовалась партия, известная как Локофокос. Появление этой партии подорвало позиции демократов, а затем сильный удар партии нанёс Кризис 1837 года. В итоге на губернаторских выборах 1839 года победил виг Уильям Сьюард. Победа в штате Нью-Йорк помогла вигам на президентских выборах 1840 года: виг Уильям Гаррисон победил демократа Ван Бюрена. При Сьюарде едва не началась война с Англией; в Канаде происходили беспорядки, и участники время от времени уходили за границу Канады в Нью-Йорк. 29 декабря 1837 года произошёл «Каролинский инцидент»: канадские лоялисты вторглись на территорию штата и сожгли корабль «Каролина», который снабжал продовольствием протестантов. Последовавший затем дипломатический кризис так же повлиял на исход выборов 1840 года. Однако доминирование вигов в штате было недолгим. Они нерационально расходовали деньги на строительство каналов, и в итоге на выборах 1842 года губернатором стал демократ Уильям Бук.

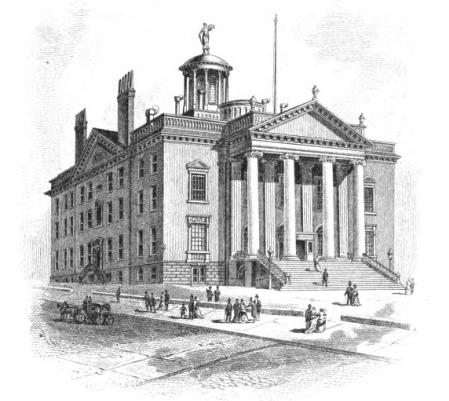
Первое здание Капитолия штата, построенное в 1812 году.

В 1844 году прошли губернаторские и президентские выборы. Бук показался демократам недостаточно надёжным кандидатом и они выдвинули губернатором Сайласа Райта, который и выиграл выборы. Президентские выборы проходили на фоне споров о присоединении Техаса и относительно вопросов рабства, поскольку в Нью-Йорке были сильны позиции аболиционистов. Президентом стал Джеймс Полк, который назначил военным секретарём бывшего губернатора Нью-Йорка, Уильяма Марси. При губернаторе Райте обострился социальный конфликт, известный как Война антиренты. Одновременно США вступили в войну с Мексикой, но жители Нью-Йорка мало интересовались этой войной и уделяли гораздо больше внимания Конституционному конвенту в Олбани в 1846 году. На нём было принято несколько поправок к конституции, которые сделали её немного более демократической. В том же году прошли губернаторские выборы: репутация Райта была подорвана жёсткими мерами по подавлению войны антиренты, поэтому он проиграл выборы и губернатором стал виг Джон Янг.

### Споры вокруг аболиционизма

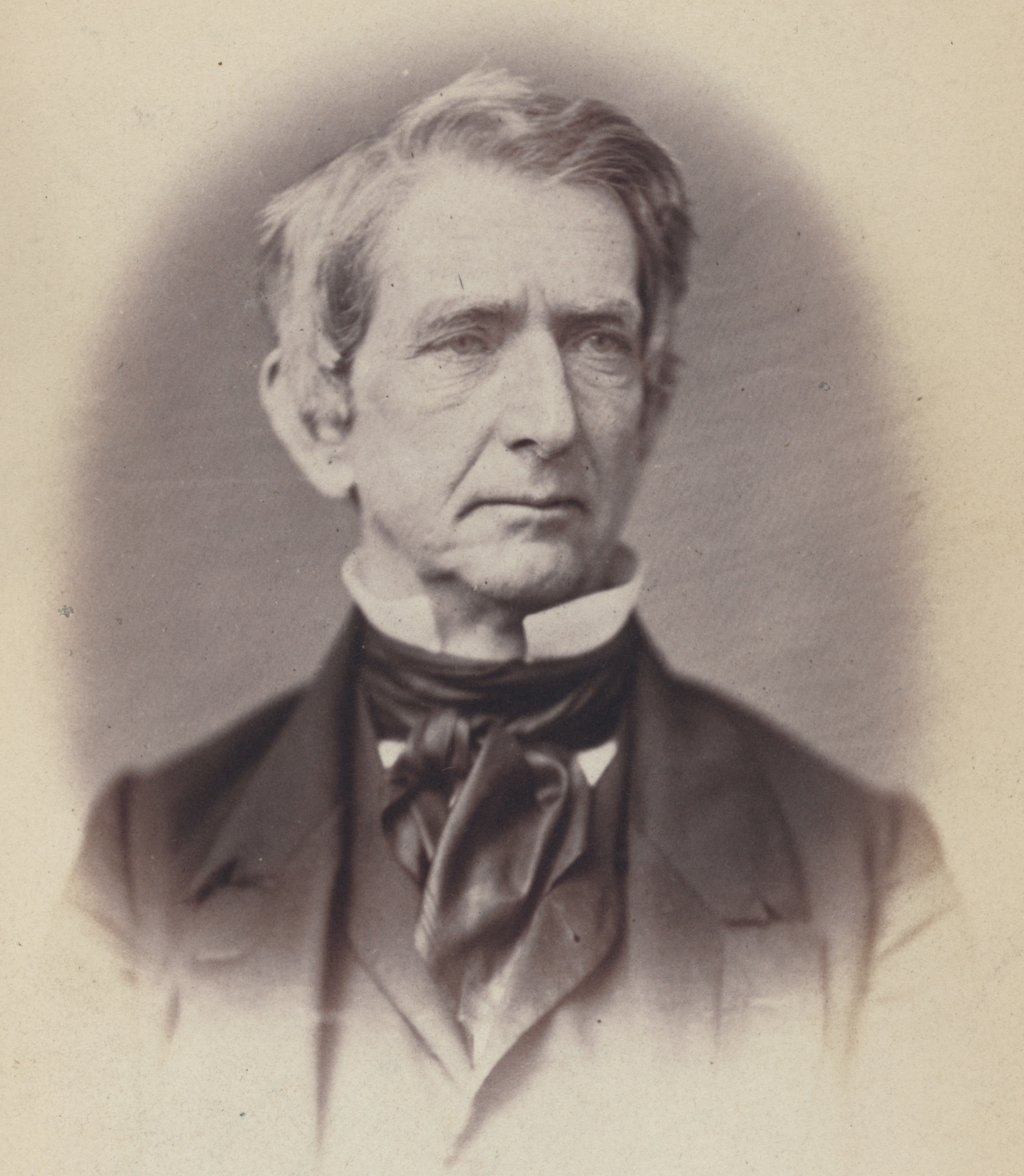
Уильям Сьюард, губернатор Нью-Йорка и кандидат в президенты

В период между 1841 и 1860 годами в штате Нью-Йорк стремительно развивалась экономика, росло население, и прибывало большое количество мигрантов. С мая 1847 по декабрь 1860 года в штат прибыло 2 671 891 человек, то есть примерно столько же, сколько жило во всех тринадцати колониях в 1776 году. Из них 1 107 034 человека были ирландцами, 979 575 немцами, 315 625 англичанами, 71 535 шотландцами, 58 591 французами, 43 625 швейцарцами, 19 635 голландцами, 17 276 валлийцами, 13 793 норвежцами, 11 547 шведами. Примерно половина из прибывших оседала в штате Нью-Йорк. Прибытие такого количества ирландцев и католиков вызвало беспокойство, которое привело к основанию партии Know Nothing и возникновению ряда преступных группировок, таких как «Бауэри-Бойс». Ирландцы, в свою очередь, сформировали свои преступные группировки, самой известной из которых стала банда «Мёртвые кролики». В 2002 году конфликт между этими группировками был отражён в фильме Мартина Скорсезе «Банды Нью-Йорка». Однако споры вокруг рабства быстро вытеснили антикатолические и антиирландские настроения. Уже к 1860 году протесты против иностранцев прекратились, а последовавшая затем Гражданская война способствовала американизации иностранцев.
Рабство в штате Нью-Йорк было официально отменено в 1827 году, когда рабов уже почти не осталось, но сформировалось сильное аболиционистское движение, которое боролось за то, чтобы отменить рабство по всей стране. С 1833 года в Нью-Йорке издавалась аболиционистская газета The Emancipator. В такой обстановке прошли президентские и губернаторские выборы в 1848 году: на президентских выборах победил виг Закари Тейлор, а губернатором Нью-Йорка стал виг Гамильтон Фиш. В 1850 году Тейлор умер, и президентом стал Миллард Филлмор, второй нью-йоркец на посту президента. В 1851 году губернатором штата стал виг Вашингтон Хант. Но демократы смогли преодолеть внутренние конфликты, и в 1852 году на президентских выборах победил демократ Франклин Пирс, а губернатором Нью-Йорка стал демократ Горацио Сеймур. В 1854 году оформилась Республиканская партия, в которую вошли многие виги и демократы, но нью-йоркские виги не стали в неё вступать. В 1855 году вспыхнули конфликты в Канзасе, и на этом фоне шла подготовка к выборам 1856 года.
На президентских выборах 1856 года победил демократ Джеймс Бьюкенен, но в штате Нью-Йорк республиканский кандидат набрал больше голосов, а губернатором стал республиканец Джон Кинг. 16 мая 1860 года в Чикаго собрался партийный конвент Республиканской партии, на котором за звание кандидата в президенты боролись Уильям Сьюард и Авраам Линкольн. На первых двух голосованиях Сьюард обгонял Линкольна, но не набирал необходимого количества голосов, но на третьем голосовании победил Линкольн. «Лишь с небольшим перевесом кандидат от Иллинойса победил кандидата от Нью-Йорка», писал Дэвид Эллис. В 1860 году на президентских выборах победил Авраам Линкольн, а губернатором штата стал республиканец Эдвин Морган.

### Развитие транспорта

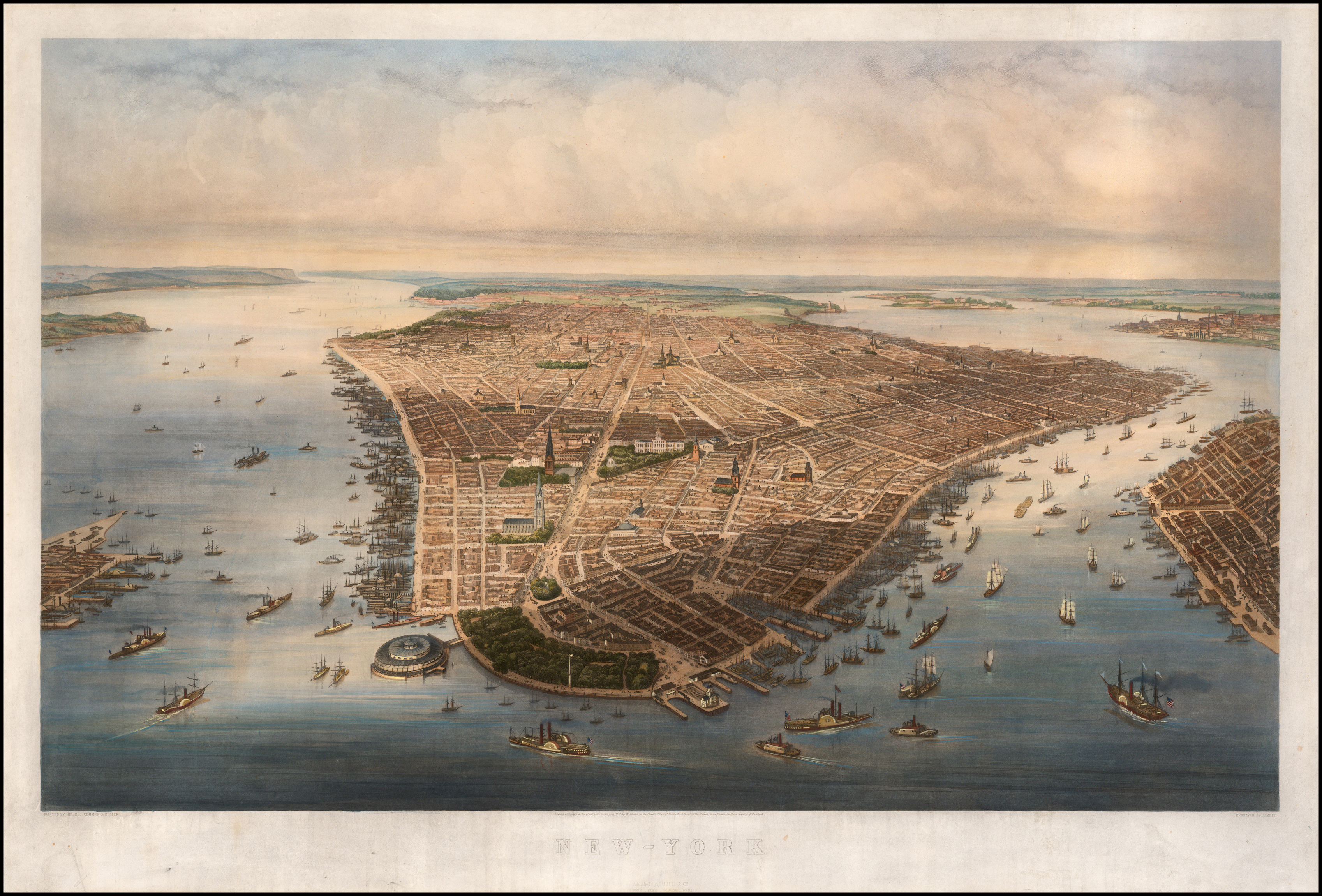
Нью-Йорк в 1851 году.

Между 1825 и 1860 годами большие изменения произошли в транспортной системе штата. Появление канала Эри подняло цены на землю, увеличило оборот товаров (с 218 000 тонн в 1825 году до 4 650000 в 1860 году) и показало выгоду от строительства коммуникаций. Множество каналов было построено после него, но не многие стали столь же прибыльными, поэтому в 1870-е годы количество каналов стали сокращать. В эти годы создал свой бизнес Корнелиус Вандербильт, который в 1818 году работал капитаном парохода, в 1828 году открыл собственную пароходную линию, а к 1850-м годам его пароходы перевозили товары до Никарагуа и Панамы. В 1830-е годы началось строительство железных дорог, хотя сначала мало кто верил, что они будут удобнее каналов. Первой железнодорожной линией стала дорога «Олбани — Скенектади», открытая в 1831 году. Следующей в 1833 году появилась дорога Саратога — Скенектади. Следом появилось ещё несколько линий, а в 1853 году Эрастус Корнинг объединил их в общую систему New York Central. В 1842 году железная дорога связала Буффало и Бостон. При этом обычные дороги оставались плохого качества, а сборы с них не покрывали расходов на содержание. Только в 1840-е годы появилась первая дорога, мощёная досками, а затем появилось ещё множество таких дорог, но они быстро портились, а затем кризис 1857 года окончательно разорил дорожные компании.
Мощёные дороги, железные дороги, каналы и пароходы революционно изменили экономику штата. Исчезли последние изолированные общины и все фермеры включились в общую экономику региона. Стало расти население штата, его доходы и торговый оборот, и всё это благодаря усилиям по развитию системы коммуникаций.

## Гражданская война

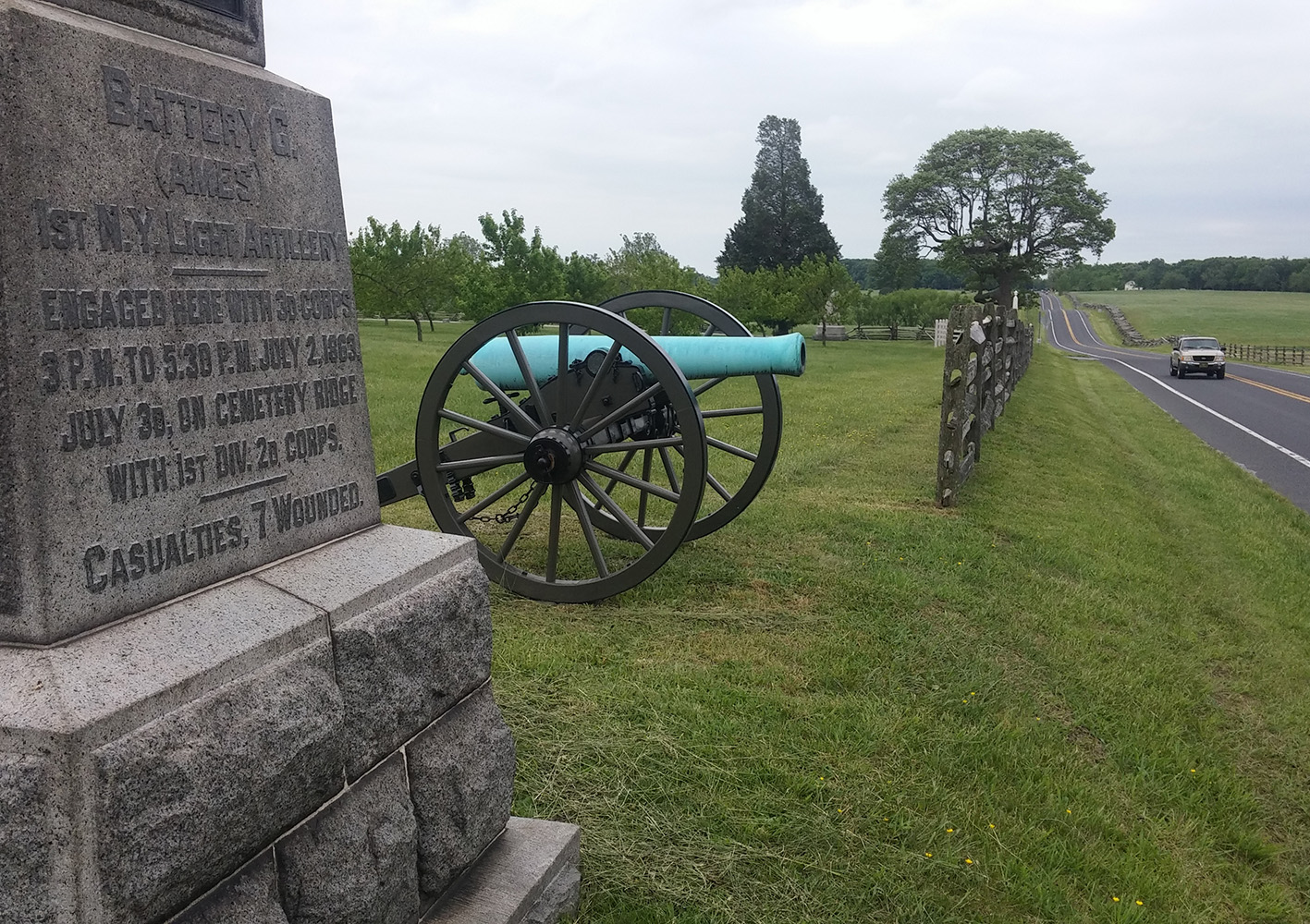
Памятник батарее G 1-го Нью-Йоркского артиллерийского полка на поле боя при Геттисберге.

После выборов Линкольна нью-йоркское общество оказалось в состоянии неопределённости. Большинство хотело договориться с южными штатами. Сторонником примирения был и губернатор Морган. Но обстрел форта Самтер склонил общественное мнение на сторону Севера, после чего штат с энтузиазмом отозвался на призыв Линкольна о наборе добровольцев в армию. Но постепенно энтузиазм угас и появились призывы к миру. Демократы осуждали республиканцев за нарушения прав человека в ходе войны, и в итоге на губернаторских выборах 1862 года кандидат от демократов, Горацио Сеймур победил кандидата от республиканцев, Джеймса Уодсворта. В июле 1862 года штат издал закон о призыве в армию, который не дал результата. Только когда Конгресс в марте 1863 года принял Закон о призыве, 11 июля в Нью-Йорке начался призыв. Уже на следующий день это привело к Нью-йоркскому бунту.
Нью-йоркцами было почти 40 генералов федеральной армии, из них самыми известными были генералы регулярной армии: Халек, Карни, Шеридан, Уоррен и Скофилд, а также генералы Добровольческой армии: Барлоу, Сиклс и Уодсворт. Штат выставил 300 полков, набрал на службу 485 568 человек, из них 53 114 погибло в боях, от болезней и по иными причинам. Нью-Йоркский инженер Джон Эрикссон сконструировал броненосец USS Monitor, построенный на Бруклинских верфях.
Пехотные полки обычно набирались на 3 года службы, но в первые недели войны штаты Нью-Йорк и Мэн набирали их на 2 года службы. Это привело к тому, что весной 1863 года (перед началом Геттисбергской кампании) пришлось распустить сразу 53 полка, 27 % всей Потомакской армии. 13 мая генерал Хукер сообщил президенту, что армия сократилась до примерно 80 000 человек — как из-за потерь при Чанселорсвилле, так и из-за расформирования полков. Хукер утверждал, что если не прислать дополнительные части, то армия с 1 мая по 1 июля 1863 года сократится на 48 000 человек. Под расформирование попали целые бригады и дивизии, например, была распущена нью-йоркская бригада Габриеля Пола.

## Послевоенный период

### Эпоха Твида

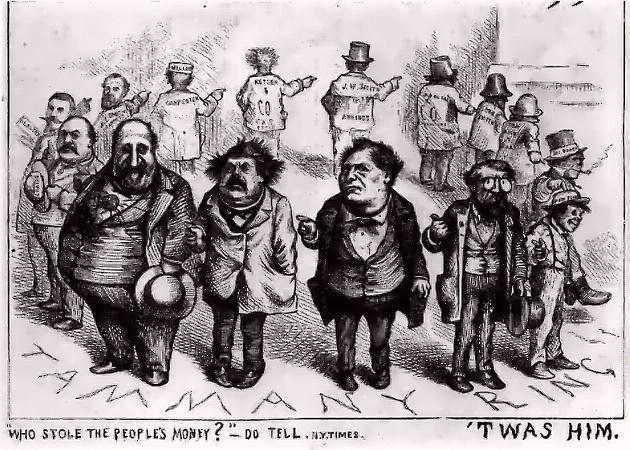
«Шайка Твида», карикатура Томаса Наста 1871 года.

В конце 1860-х годов самым влиятельным политиком штата стал Уильям Твид. В 1850 году он стал главой пожарного департамента, что дало ему доступ к политике штата, а в 1758 году он стал лидером Таммани-холла. К 1869 году его сообщники, известные как «Шайка Твида» (Tweed Ring), полностью контролировали правительство города. Эти люди брали взятки, заключали выгодные им контракты и просто воровали деньги из бюджета штата. Им удалось присвоить 8 миллионов долларов из бюджета города Нью-Йорк за один год, а общее количество незаконно присвоенных денег составляло 45 или 75 миллионов. В 1866 году Твид пытался продвинуть своего человека, Джона Хоффмана, в губернаторы штата, но тот был побеждён на выборах Фентоном, несмотря на поддержку тысяч иностранцев, получивших гражданство с помощью людей Твида. В 1868 году прошли самые коррумпированные выборы в истории штата и голоса мигрантов на этот раз помогли Хоффману победить. К 1869 году Твид контролировал уже и правительство штата. Демократы контролировали и Сенат и Ассамблею, а когда большинство в 1870 году перешло к республиканцам, Твид просто перекупил часть сенаторов.
Немногие осмеливались критиковать Твида, в частности, газета New York Times и карикатурист Томас Наст, который публиковал карикатуры на Твида в журнале Harper’s Weekly. Последнее особенно беспокоило Твида, поскольку было доступно даже неграмотным жителям города. Положение Твида пошатнулось в 1871 года, когда политик Джеймс О’Брайан опубликовал доказательства коррупционных сделок. Кампанию против Твида начал Сэмуэл Тилден, который начал судебные дела против членов «Шайки». Твид был арестован, но сбежал из страны, был арестован в Испании в 1876 году и умер в тюрьме Ладлоу-Стрит в 1878 году. История с Твидом скомпрометировала Демократическую партию, поэтому на губернаторских выборах 1872 года победил республиканец Джон Дикс, и республиканцы заняли большинство мест в Ассамблее и Сенате штата. При Диксе прошли реформы, которые немного увеличили полномочия губернатора: срок был увеличен до трёх лет, и он получил право вето на решения ассамблеи. Но республиканцам не удалось полностью исправить административную систему штата.

### Позолоченный век
После падения Твида в 1875—1895 годах демократам удалось привести к власти трёх способных губернаторов: Тилдена, Робинсона, и Кливленда, которые превратили Нью-Йорк в форпост Демократической партии. Борьба с коррупцией продолжалась: 25 марта 1875 года Тилден раскрыл коррупционную схему, известную как «Чэнел-Ринг». Эти люди заключали коррупционные контракты на ремонт каналов в штате. Не всех причастных удалось наказать, но продолжать свою деятельность они уже не могли. Успехи Тилдена привели к тому, что Демократическая партия выдвинула его кандидатом в президенты на выборах 1876 года, и он набрал больше голосов, чем его конкурент Хейс, но коллегия выборщиков 8 голосами против 7 проголосовала за Хейса. Тилден признал результаты и не стал доводить дело до конфликта.

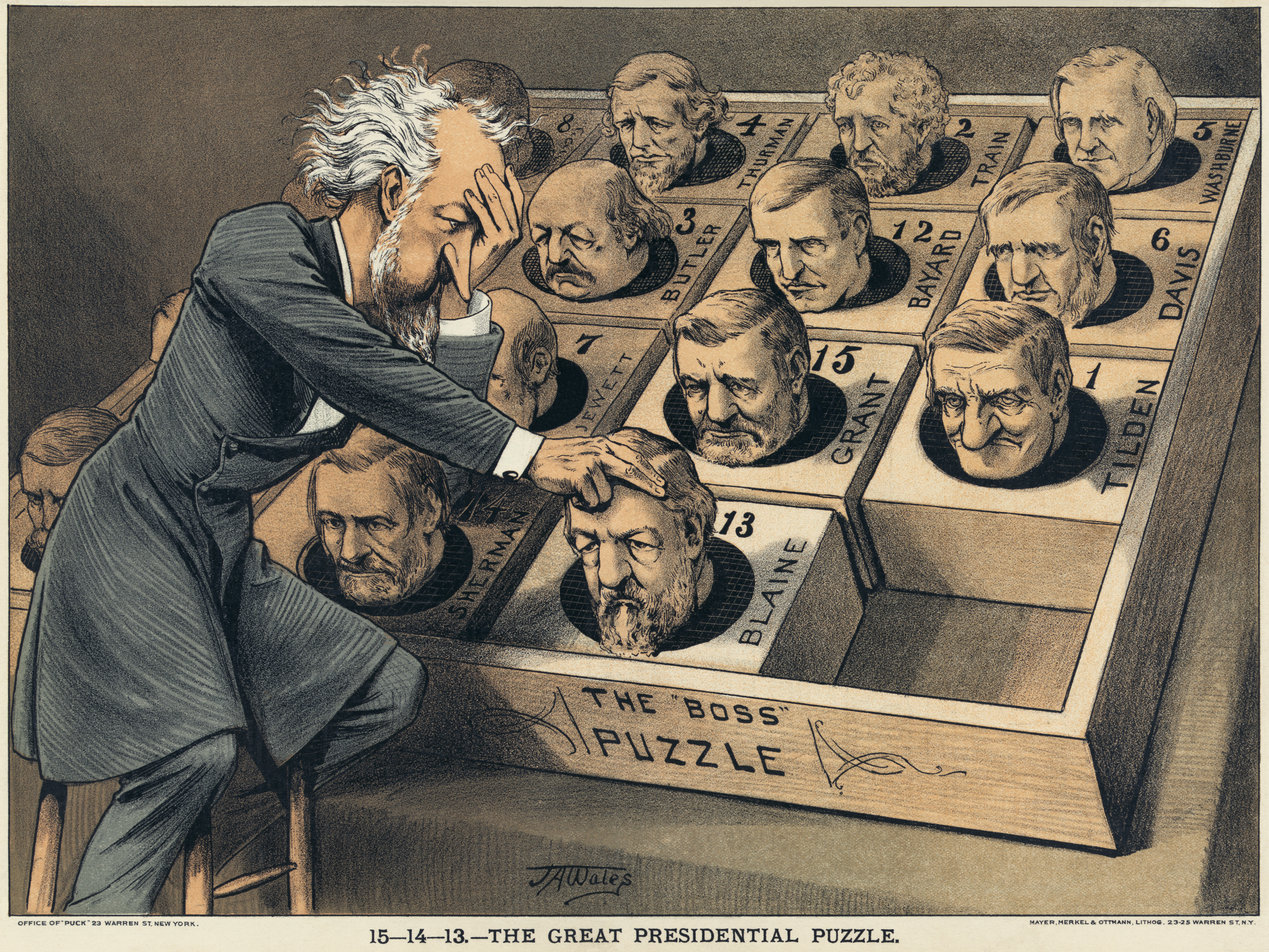
Конклинг играет в 15 кандидатами в президенты, карикатура 1880 года

Хейс вскоре оказался в конфликте с лидером республиканской партии в Нью-Йорке, сенатором Роско Конклингом. Президентская комиссия выявила много нарушений в работе нью-йоркской таможни, которой руководили Честер Артур, ставленник Конклинга, и Алонцо Корнелл. Они отказались реформировать таможню, после чего президент уволил обоих. Конклинг протестовал против этого решения, но тщетно. У Конклинга нашлось много сторонников, и этот конфликт разросся до национальных масштабов. В ходе этой борьбы Конклинг решил выдвинуть Улисса Гранта на третий срок, но на конвенте республиканской партии в 1880 году фракция его противников смогла продвинуть Джеймса Гарфилда. Чтобы Конклинг поддержал эту кандидатуру, на пост вице-президенты был предложен Честер Артур. В итоге на выборах 1880 года Гарфилд и Артур победили. Гарфилд хотя во многом был обязан президентством Конклингу, но сразу же стал назначать на важные посты политических оппонентов Конклинга, и в итоге тот покинул сенат и ушёл из политики. В 1881 году, когда Шарль Гито застрелил президента Гарфилда, он утверждал, что сделал это для того, чтобы продвинуть в президенты Честера как сторонника партии Конклинга.
Убийство Гарфилда сделало президентом Честера Артура, а в штате Нью-Йорк в 1883 году стал губернатором Гровер Кливленд, человек, который оставался независимым в ту эпоху, когда любой политик принадлежал к той или иной политической машине. Он был сторонником честной, эффективной и внепартийной политики. Он сократил количество чиновников, реформировал легислатуру, и он же провёл закон о создании Резервации Ниагарского водопада. Достижения Кливленда были столь очевидны, что в 1884 году его выдвинули кандидатом в президенты и он победил на выборах 1884 года. В январе 1885 года Кливленд покинул пост губернатора и его место занял Дэвид Хилл, ранее мэр города Эльмайра. В 1888 году он был переизбран. В 1891 году Хилл стал сенатором, а место губернатора занял Розуэлл Флауэр. В 1894 году была принята новая Конституция Нью-Йорка, которая сократила срок службы губернатора обратно до двух лет, увеличила количество сенаторов с 32 до 50, а членов Ассамблеи с 120 до 150.
Все последние годы XIX века лидером республиканцев в штате был Томас Платт, некогда сторонник Конклинга, покинувший сенат в 1881 году вместе с Конклингом, но оставшийся в политике. К 1894 году его политическая машина полностью контролировала правительство штата. В 1897 году он вернулся в сенат США, а в 1903 году был переизбран. Платт был противником открытой конфронтации и предпочитал компромиссы, в результате чего ему удавалось удерживать партию от расколов. Апогеем его власти стали 1895—1899 годы, когда ему были лояльны губернатор Леви Мортон и его преемник Фрэнк Блэк. По инициативе Платта в 1896 году города Нью-Йорк, Бруклин и ещё несколько пригородов были объединены в Большой Нью-Йорк, который официально появился 1 января 1898 года. Его власть подошла к концу во время губернаторских выборов 1898 года, когда он решил, что только Теодор Рузвельт, герой Испанской войны, сможет привести партию к победе, и нехотя поддержал его. Платт и Рузвельт поддерживали мирные отношения, понимая, что открытый конфликт может повредить их карьере. И всё равно Платт недолюбливал Рузвельта, поэтому в 1900 году способствовал его выдвижению в вице-президенты страны (при Уильяме Маккинли), чем увёл из политики штата. Губернатором штата Нью-Йорк стал Бенжамин Оделл, но в 1901 году Рузвельт стал президентом США и теперь в основном он влиял на политику в штате. В итоге Платт был оттеснён на второстепенные роли.

## XX век

### Эпоха прогрессивизма

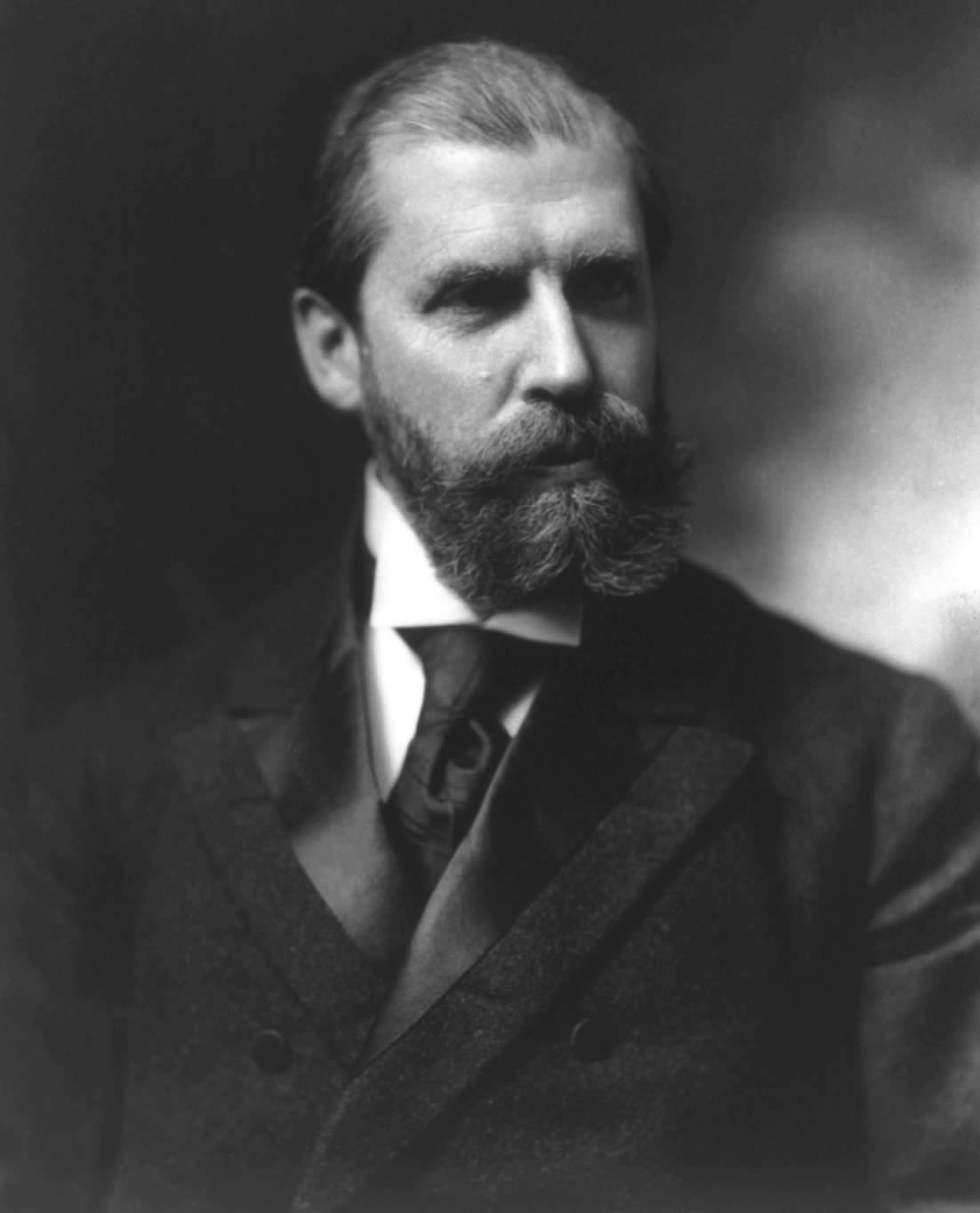
Чарльз Хьюз, фото 1908 года.

Оделл проявил себя эффективным и экономным администратором, он сократил число госслужащих, объединил несколько департаментов, строил дороги и улучшал канал Эри. В 1904 году губернатором стал Фрэнк Хиггинс, который продолжил экономическую политику Оделла, сокращал расходы бюджета, и при нём в 1905 году была введена поправка в конституцию, позволяющая законодательному собранию регулировать зарплату, рабочее время и условия работы тех рабочих, что наняты штатом для общественных работ. Крупным достижением администрации Хиггинса было расследование деятельности газовых компаний, которое выявило многочисленные случаи злоупотребления и коррупции. Следствие шло при участии адвоката Чарльза Хьюза, который добился снижения цен на газ и электричество. Сразу вслед за этим Хьюз проинспектировал деятельность страховых компаний, и тоже обнаружил многочисленные нарушения закона в их деятельности. По инициативе Хьюза в 1906 году были введены законы, регулирующие деятельность страховых компаний. Успехи Хьюза сделали его очевидным кандидатом в губернаторы от Республиканской партии. На выборах 1906 года ему удалось победить кандидата от демократов, медиамагната Уильяма Херста, и он стал губернатором.
Хьюз не имел политического опыта и не был партийным лидером, но он оказался грамотным администратором, который ставил интересы общества выше интересов партии, не поступался принципами, и напрямую обращался за помощью к избирателям в случае необходимости. Историк Дэвид Эллис назвал его «прогрессивистом из прогрессивистов». Среди прогрессивистов Нью-Йорка более выдающимся был только Рузвельт, но тот проявил себя в основном на должности президента, а его губернаторские достижения явно уступали достижениям Хьюза. Он сам когда-то создал систему контроля газовых и страховых компаний, но теперь потребовал от законодательного собрания более серьёзной реформы. Так появился билль Пейджа-Меррита, который был принят при поддержке избирателей, несмотря на сильную оппозицию в правительстве. В 1910 году Хьюз подал в отставку, чтобы занять должность судьи Верховного Суда США. После его ухода губернатором стал кандидат от демократов, Джон Дикс.
Вступив в должность, Дикс предложил несколько прогрессивистских реформ, но их принятию помешали споры вокруг избрания сенаторов, а затем законодательное собрание оказалось настолько расколото, что не могло прийти к единому мнению, и в итоге Дикс ничего не добился и не был выдвинут на второй срок. В 1912 году губернатором стал демократ Уильям Салзер, который до этого был членом Палаты представителей США от Нью-Йорка (1895—1912), был инициатором многих прогрессивистских реформ, и в должности губернатора продолжил эту политику. Он сразу же объявил, что будет независимым губернатором, и отказался подчиняться Чарльзу Мерфи, вождю Таммани-холла, на что Мерфи, как считается, заявил: «Ты можешь быть губернатором, но в моих руках легислатура, а в её руках губернатор, и если ты не будешь делать то, что я скажу, я вышвырну тебя из офиса!». В августе 1913 года Салзера обвинили в ряде правонарушений, суд признал его виновным в трёх из них, и 17 октября он был смещён с должности. Губернатором стал Мартин Глинн, но он не добился серьёзных успехов и не был переизбран в 1914 году. Несмотря на все предвоенные реформы, в штате Нью-Йорк так и не было создано эффективное централизованное правительство, и только в 1915 году специальный конвент внёс поправки в конституцию штата, позволяющие губернатору смещать и назначать чиновников.

### I мировая война

Плакат Джеймса Флэгга 1917 года

Когда началась Первая мировая война, правительство штата переключилось в основном на вопросы обороны и подготовки к войне. Специальным актом было введено военное обучение школьников для подготовки их к службе в ополчении. Когда США вступили в войну, эта программа была расширена. В эти же годы в штате активизировались суфражистки, который начали новую кампанию ещё в 1910 году. Предложения о внесении поправок в конституцию, дающие женщинам право голосования, вносились в 1913 году и в 1915 году, но были отклонены, затем предложение снова внесли в 1916 году и оно наконец было принято в 1917 году. В 1920 году Конгресс США принял 19-ю поправку, дающую женщинам право голоса, а 10 июня легислатура Нью-Йорка ратифицировала её единогласно.
Начало войны плохо отразилось на экономике штата, Нью-Йоркская фондовая биржа была временно закрыта в 1914 году, но в итоге штат оправился от кризиса, и даже содействовал европейским государствам: Банк Моргана, принадлежавший пробритански настроенному Джону Моргану, предоставлял кредиты Франции и Англии. Общество штата раскололось во мнении относительно войны: в 1916 году возникли общества противников войны (например American Union Against Militarism), а с другой стороны, усилились требования вступить в войну на стороне Антанты. В 1915 году в Платтсберге был создан центр по подготовке офицеров, по образцу которого были созданы другие аналогичные, и эта система стала известна как Платтсбергский план (Plattsburgh Idea). Он стал прообразом будущего Корпуса подготовки офицеров запаса. Споры о войне обострились во время Президентских выборов 1916 года, где соперниками были Вудро Вильсон и бывший губернатор Нью-Йорка Чарльз Хьюз. Хьюз проиграл, хотя за него проголосовал его родной штат.
С началом войны многие нью-йоркцы записались в армию США, всего к концу войны в армию попало 367 864 жителя штата, из них 14 000 погибли на войне. Чернокожие сводились в особые чёрные подразделения под командованием белых офицеров. Одновременно усилилась миграция чернокожих из Южных штатов, которые переселялись в основном в Гарлем, который стал неформальной столицей Чёрной Америки. Мобилизацию пропагандировали многие деятели искусства. Губернатор назначил официальным художником-пропагандистом Джеймса Флэгга, который в 1917 году создал знаменитый плакат «I want you for U.S. Army». В сложном положении оказались немцы и итальянцы, которым пришлось менять названия своих фирм. Исчезли газеты на немецком языке. Под подозрения попали и ирландцы, традиционно настроенные антибритански. Антивоенный активизм подавлялся, но всё же продолжал существовать. Когда война завершилась, антигерманские настроения угасли, хотя немецкая культура так и не смогла вернуться к прежнему уровню. Наступление мира повредило и военной индустрии, что привело к многочисленным забастовкам и стачкам.

### Эпоха Альфреда Смита

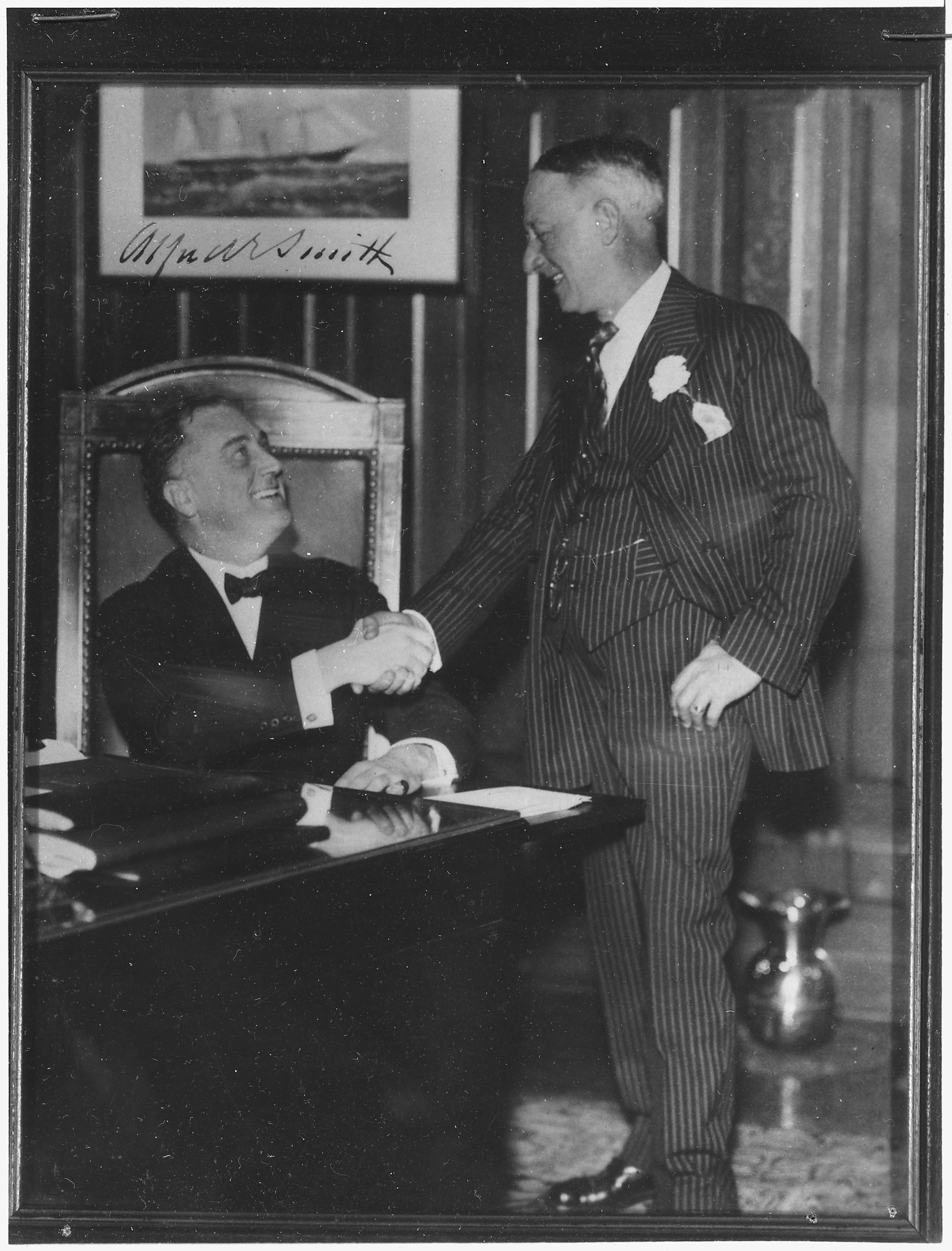
Альфред Смит и Ф. Рузвельт в 1930 году.

После войны в США на смену идеям прогрессивизма пришёл консерватизм, государство больше поощряло бизнес, чем регулировало его, но штат Нью-Йорк все 1920-е годы оставался островом прогрессивизма и реформ в море консерватизма. История Нью-Йорка этого десятилетия связана с личностью Альфреда Смита. Он служил в Ассамблее штата с 1903 по 1915 год, участвовал в изменении конституции в 1915 году, в 1918 году был избран губернатором, проиграл выборы в 1920 году, но был снова избран в 1922, 1924 и 1926 годах. Он был кандидатом в президенты на выборах 1928 года, но проиграл их Гуверу. Смит слабо разбирался в экономических и политических теориях, и предпочитал действовать исходя из здравого смысла. Когда его реформы критиковали за несоответствие теориям, он объяснял, какие конкретные преимущества получат от них люди. Он был эффективным реформатором, но при этом верным сторонником Таммани-холла и лично Чарльза Мерфи. Смит считал, что политик должен быть честным: он выступал против Сухого закона, хотя это было ему и невыгодно, он поменял своё отношение к праву женщин на голосование и публично объяснил причину этого изменения. Он подробно объяснял каждое своё законодательное предложение в специальных путешествиях с выступлениями, и в выступлениях по радио
.
В свой первый срок Смит добился немногого из-за противодействия республиканцев. Он предложил несколько мер по реорганизации правительства штата, которые были приняты в 1920 году через поправки к Конституции. В 1922 году эта реформа стала основой его предвыборной кампании, и она была реализована в 1923 году. К 1926 году при поддержке Хьюза правительственная реформа была окончательно завершена. Правительство долго сопротивлялось бюджетному закону, но в 1926 году приняло и его. Этот закон дал губернатору контроль над финансовой политикой штата, и он же теперь был ответственен за неё. Помимо этого, Смит старался улучшить систему школьного образования, чтобы все дети в штате имели равные образовательные возможности. Ему удалось повысить расходы на образование и увеличить зарплаты учителям. Смит вводил законы по защите труда женщин и детей, он добился сокращения рабочего дня для детей и введения 48-часовой рабочей недели. Он строил больницы, тюрьмы, парки и мосты. Его политика требовала повышения налогов, но Смит был уверен, что люди готовы платить налоги, если им внятно объяснить на что они нужны и какие выгоды от них последуют. «Граждане хотят за каждый заплаченный государству доллар получить услугу стоимостью в доллар», писал он. Смит реформировал налоговую систему, снизив одни налоги и повысив другие. Доходы штата выросли с $9318000 в 1919 году до $62381000 в 1928 году.

### Эпоха Франклина Рузвельта

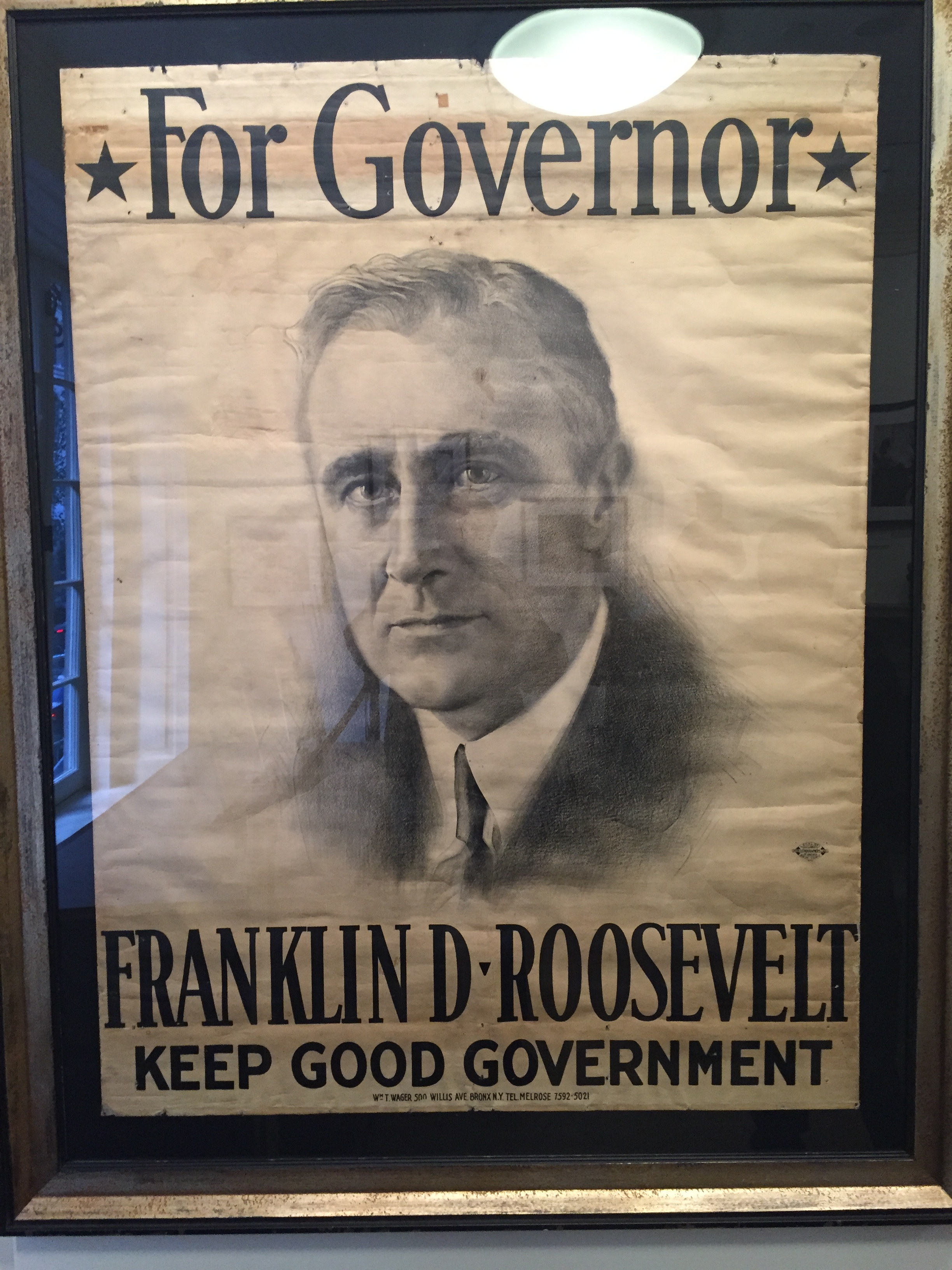
Предвыборный плакат Рузвельта (1928).

В 1928 году Смит участвовал в президентских выборах, и он же уговорил бывшего сенатора Франклина Рузвельта участвовать в губернаторских выборах. Смит проиграл, но Рузвельт выиграл и стал губернатором штата Нью-Йорк. С ним в правительство пришло много новых людей, среди которых было много будущих политиков Нового Курса. Подобно Смиту, Рузвельт предложил большую серию реформ, но лишь немногие из них удалось реализовать. В целом ему удалось сделать меньше, чем Смиту. Когда стало понятно, что он будет кандидатом в президенты, Рузвельту пришлось проявлять осторожность в спорных политических вопросах. В самом начале его срока произошло громкое убийство криминального авторитета Арнольда Ротштейна, которое вскрыло случаи коррупции в правительстве и привело к отставке многих должностных лиц. Рузвельт неохотно содействовал следствию, что повредило его репутации.
С другой стороны, Рузвельт решительно занялся экономическими проблемами, возникшими в связи с началом Великой Депрессии. Частные благотворительные общества уже не могли помочь нуждающимся, и за это впервые принялись государственные учреждения, но к лету и у них закончились средства, что требовало вмешательства правительства штата. В марте 1930 года Рузвельт предложил программу, подразумевавшую учёт всех безработных и комплексный план помощи. Безработных стали нанимать на общественные работы. Была создана организация Temporary Emergency Relief Administration, которая стала прообразом будущей Федеральной администрации чрезвычайной помощи. Когда Рузвельт в 1932 году стал президентом, он уже имел опыт борьбы с Депрессией, а жители Нью-Йорка привыкли к административным реформам. Штат стал своего рода лабораторией, где были проведены первые экспериментальные реформы.
Уход Рузвельта не привёл к смене курса, поскольку новым губернатором стал его близкий друг и идейный сторонник Герберт Леман, который был вице-губернатором при Рузвельте и исполнял обязанности губернатора во время его частых отлучек. Он тоже верил в то, что только государственное вмешательство спасёт демократию и капитализм. Когда Рузвельт начал программу Новый Курс, Леман начал аналогичный «Малый Новый курс» в своём штате. Он оказался даже более способным администратором: если программа Рузвельта увеличивала внешний долг, то долг штата при Лемане только сокращался. Он побеждал на губернаторских выборах в 1934, 1936 и 1938 годах, хотя его популярность постепенно снижалась. Весь свой срок Леману приходилось решать в основном срочные антикризисные меры, но он разработал и несколько законов на перспективу. При Лемане в 1940 году началась Вторая Мировая война и он стал решительным сторонником вмешательства США в войну. В 1942 году губернаторские выборы выиграл республиканец Томас Дьюи, что стало началом 12-летнего доминирования республиканцев в Нью-Йорке.

### Вторая мировая война

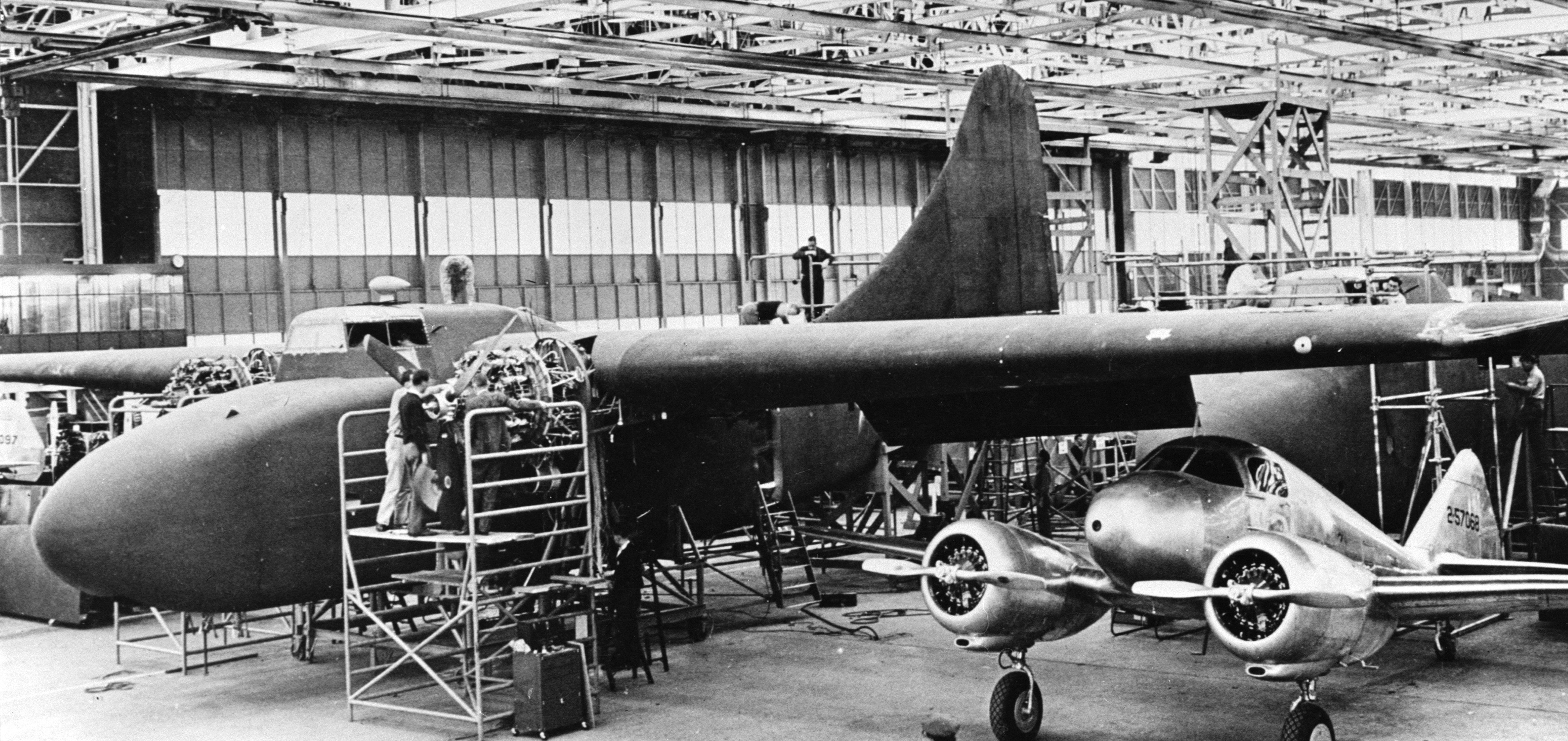
Цех авиационного завода Curtiss в 1943 году

В 1940 году президент призвал штаты готовиться к войне, и в ответ на это губернатор Леман 1 августа 1940 года создал Нью-Йоркский Комитет обороны под председательством вице-губернатора Полетти. Комитет занимался гражданской обороной и содействию производству военной продукции. Когда США вступили в войну, комитет был переименован в Военный совет. Он действовал до 1945 года с годовым бюджетом 2 миллиона долларов. Крупные авиационные фирмы штата (Grumman Aircraft, Republic Aviation, Bell Aircraft, Curtiss-Wright) сразу получили военные заказы. На самую крупную фирму Curtiss-Wright работало 85 000 рабочих, и к концу войны она произвела 15 000 истребителей Curtiss P-40. Пятую часть всех заказов штата получила фирма General Electric, которая производила электронное оборудование. Нью-Йоркская военно-морская верфь ремонтировала и строила корабли, в частности, здесь был спущен на воду линкор USS Missouri. К концу войны 1 553 094 нью-йоркца вступило в армию США, что составляло примерно 10 % от всех мобилизованных в стране, из них 885 928 были жителями города Нью-Йорк. 27 659 уроженцев штата погибли за годы войны.
Штат был 7-м ведущим сельскохозяйственным штатом страны, в 1941 и 1942 году были получены хорошие урожаи, но мобилизация привела к нехватке рабочих рук и сокращению производства, так что пришлось переселять 3000 мигрантов с Ямайки в сельскохозяйственные регионы. Впоследствии к ним прибавились итальянские военнопленные. С 1944 года штат использовал труд 4500 немецких военнопленных. Нехватка рабочих рук в промышленности осложнялась практикой расовой дискриминации при приёме на работу, с чем в итоге начали бороться, и в 1945 году был принят закон Ивса-Квинна, запрещавший дискриминацию. Были разработаны программы по привлечению женщин в промышленность и созданы центры по присмотру за детьми. Война создала новые возможности для итальянцев и евреев и немного улучшила положение чернокожих, хотя расовые трения между чёрными и белыми продолжались. Это привело, в частности, к Гарлемскому бунту в 1943 году. В годы войны в штате появилось несколько лагерей для беженцев от фашизма, в основном евреев.

### Доминирование республиканцев
В 1944 году губернатор Дьюи был соперником Франклина Рузвельта на президентских выборах, но штат отдал свои голоса Рузвельту. В 1946 году Дьюи выиграл губернаторские выборы. В 1948 году он снова был кандидатом в президенты на выборах того года, но проиграл их Гарри Трумэну, зато в 1950 году снова выиграл губернаторские выборы. Упадок влияние демократической партии объясняется как её собственными ошибками, так и личными талантами Дьюи, который стал вождём своей партии в штата и жёстко контролировал легислатуру. В 1944 году по его инициативе был создан специальный фонд для финансирования перевода экономики с военной на мирную. Многие опасались роста безработицы после окончания войны, но в штате занятость сократилась всего на 7,7 %, а вскоре удалось вернуть полную занятость. В 1954 году Дьюи решил не переизбираться на новый срок и выдвинул вместо себя кандидатом сенатора Ивса, но победил демократ Уильям Гарриман.
Гарриман был довольно эффективным администратором, но в легислатуре доминировала республиканская партия, которая видела в нём потенциального кандидата в президенты от демократической партии и старалась помешать его карьере. Кроме того, губернатор много внимания уделял международным вопросам, отчего казалось, что он игнорирует проблемы штата. По этой причине администрации Гарримана не удалось добиться явных успехов. Из-за этого Гаррисону не удалось стать кандидатом в президенты от демократической партии, его обошёл Эдлай Стивенсон. В 1958 году, который был неудачным годом для Республиканской партии, удача сопутствовала партии только в Нью-Йорке: на губернаторских выборах победил республиканец Нельсон Рокфеллер, который основные усилия прилагал к тому, чтобы стать президентом на выборах 1960 и 1964 годов. Он старался избежать имиджа миллионера, равнодушного к проблемам простых людей, и вёл себя демократично, удивляя многих политиков простотой общения. Он не побоялся поднять налоги, но на эти деньги увеличил финансирование школ, больниц и дорожного строительства. В 1959 году он понял, что не сможет победить Никсона на республиканских праймериз, и снял свою кандидатуру с предвыборной гонки, а впоследствии договорился с Никсоном и поддержал его. Несмотря на его поддержку, на выборах 1960 года в штате победил демократ Кеннеди.

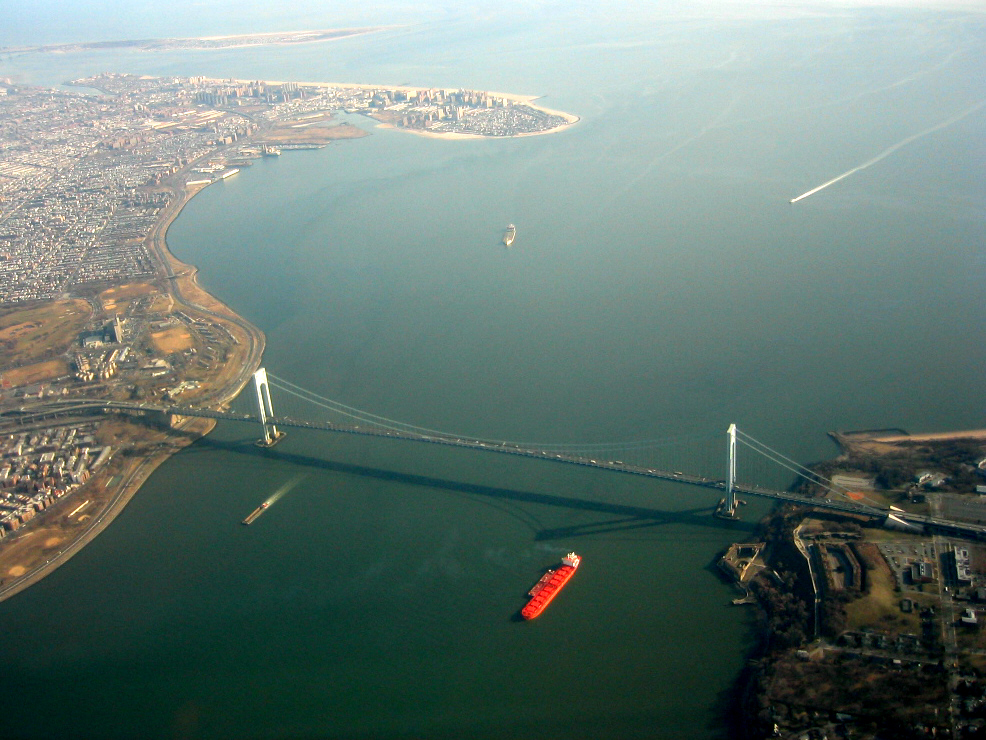
Мост Веррацано-Нарроус, построеннвый при Рокфеллере.

Рокфеллеру удалось достичь значительных успехов, главным образом в дорожном строительстве (при нём была построена трасса I-495), и он был переизбран губернатором в 1963 году. Второй срок оказался более сложным: Рокфеллер развёлся в 1962, а в 1963 женился на Маргарет Мёрфи, разведённой женщине с четырьмя детьми, и это восстановило против него консерваторов. Весь 1964 год он боролся за выдвижение кандидатом в президенты, но снова проиграл. На выборах 1964 года в штате с большим перевесом победил Линдон Джонсон. К 1965 году демократы постепенно захватили Ассамблею, но республиканцы удерживали сенат штата. Несмотря на это, Законодательное собрание приняло ряд важных законов (в частности, отменило в штате смертную казнь). В 1966 году Рокфеллер снова выиграл губернаторские выборы.
После 1966 года положение Рокфеллера осложнилось из-за споров по поводу закона об абортах, о гражданских правах и о Вьетнамской войне. В 1968 году в Буффало прошли протесты против расовой интеграции. В июне 1969 года около бара Стоунволл-инн произошли столкновения полиции с ЛГБТ-людьми, положившие начало новой волне ЛГБТ-движения и традиции гей-прайдов. В 1971 году произошёл тюремный бунт в «Аттике». Следствием последнего стали проведённые Рокфеллером реформы судебной системы. На социальные конфликты наложились экономические проблемы; жёсткие экологические законы привели к закрытию нескольких шахт и бумажных комбинатов. В 1960-х и 1970-х промышленность начала перемещаться в южные штаты, отчего штаты Средней Атлантики потеряли седьмую часть рабочих мест (253 000 в Нью-Йорке). Компания Mohawk Industries перенесла производство ковров из Амстердама в Мексику. Штат начал терять своё население, как от миграции в южные штаты, так и от сокращения рождаемости, вызванного распространением контрацептивов. Уровень жизни в штате начал снижаться и зарплаты впервые в истории стали ниже средних по стране.

### Эпоха Хью Кэри

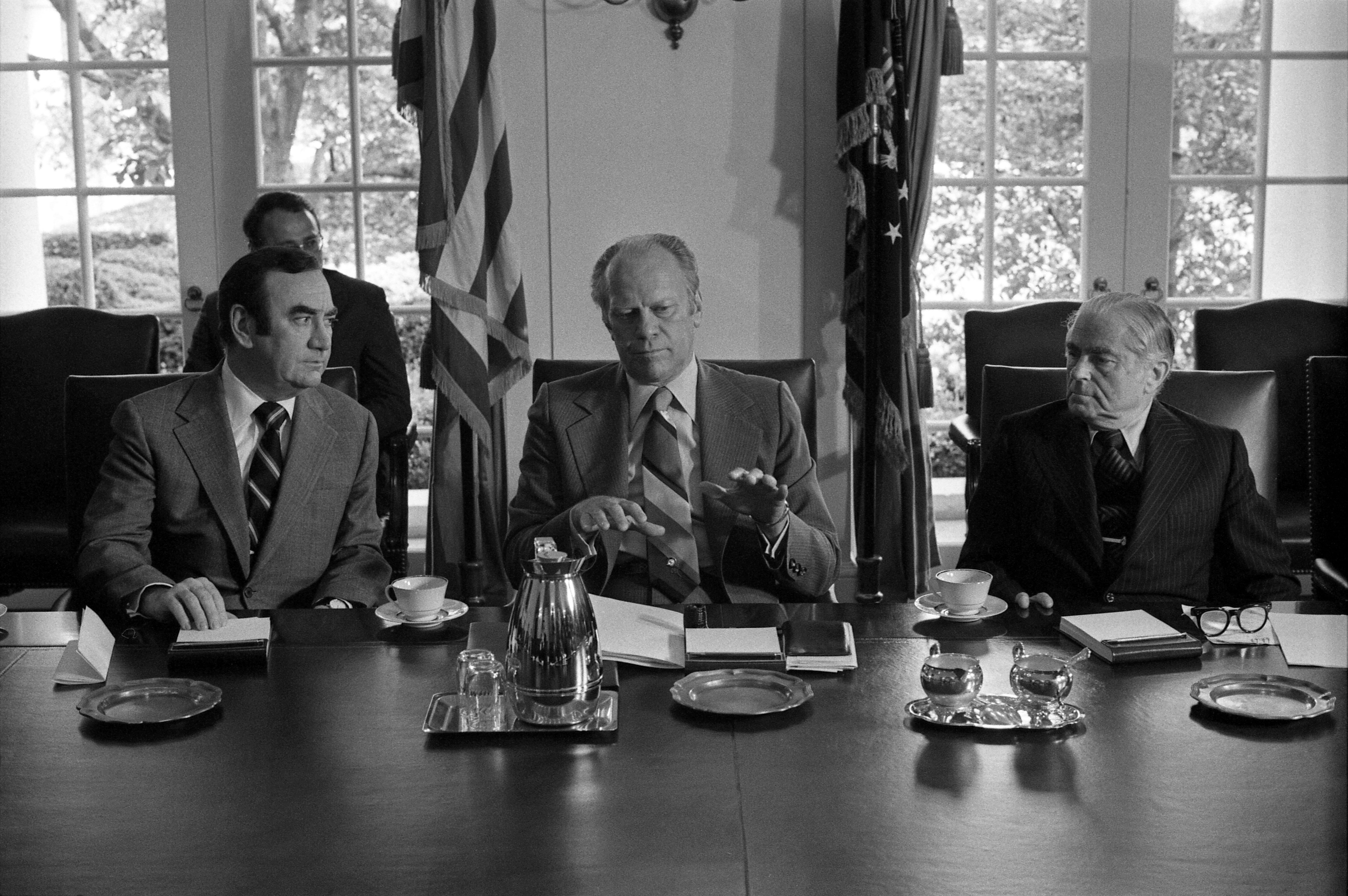
Кэри (слева), мэр Нью-Йорка Бим (справа) и президент Форд обсуждают программу помощи Нью-Йорку, май 1975 года.

18 декабря 1973 года Рокфеллер покинул пост губернатора, чтобы стать вице-президентом при президенте Джеральде Форде, и его место губернатора занял вице-губернатор Малколм Уилсон. Он был довольно слабым политиком, и у демократической партии появился шанс на победу в штате. В предвыборную гонку включился демократ Хью Кэри, ранее член Палаты представителей США от Нью-Йорка. Летом 1974 года он победил на конвенте Демократической партии, стал кандидатом в губернаторы, а 5 ноября 1974 года прошли губернаторские выборы, на которых Кэри победил Уилсона, набрав 58 % голосов против 42 % у Уилсона. За Кэри голосовали даже те округа, которые традиционно голосовали за республиканцев. На это отчасти повлияли события Уотергейтского скандала. Вице-губернатором стала Мэри Энн Крапсак, первая женщина на этом посту.
Кэри досталось тяжёлое наследство, на его срок пришёлся самый пик экономического кризиса, который начался ещё в ноябре 1973 года и был в разгаре в 1975, когда росли безработица, инфляция и долги штата. Нью-Йоркский бизнес перемещался в южные штаты, на Манхэттене опустели офисы (даже Международного Торгового Центра), из-за чего падали налоговые поступления. При этом республиканцы были у власти так долго, что Кэри не мог найти демократов с опытом административной работы. В своём годовом обращении 7 января 1975 года он сказал, что времена изобилия прошли; его проект бюджета подразумевал жёсткую экономию, повышение налогов и сокращение расходов на правительство штата. Вскоре выяснилось, что бюджет города Нью-Йорка на грани банкротства, и Кэри пришлось обращаться за помощью к финансисту Феликсу Рохатину. В итоге к апрелю 1975 года с большим трудом банкротства удалось избежать.
Кэри покинул пост губернатора в 1982 году, когда уходила эпоха либерализма и начиналась эпоха консервативной реакции, которая проявилась в победе республиканского кандидата Рональда Рейгана на президентских выборах 1980 года. Кэри, которого называют «спасителем Нью-Йорка», действительно оставил штат в гораздо лучшем положении, чем то, в котором он его принял.

### Нью-Йорк в 1980-х годах
В 1980-х годах штата Нью-Йорк постепенно выбирался из кризиса. Его население с 1980 по 1985 год выросло на 225 000 человек (до 18 миллионов), хотя этот прирост покрыл только треть убыли 70-х. Индустрия туризма увеличила количество рабочих мест, и по темпам их роста штат вышел на 4-е место в стране. На выборах 1982 года демократ Марио Куомо с небольшим перевесом победил республиканца Льюиса Лермана и стал первым губернатором итальянского происхождения. Незначительный перевес заставил его действовать осторожно, за что его прозвали «Нью-йоркским Гамлетом». Промышленность штата продолжала сокращаться: к 1981 году штат давал 7,1 % промышленной продукции страны и удерживал первенство только в производстве оптики благодаря фирме Eastman Kodak. Уровень жизни не смог вернуться на уровень 60-х и в 80-х превышал средний по стране на 8,2 %. Особенно ощутимо упали доходы в провинции, хотя Зимние Олимпийские игры 1980 года в Лейк-Плэсид ненадолго оживили экономику. Помогла и армия, разместившая базу 10-й горнопехотной дивизии в форте Драм в округе Джефферсон.
Деиндустриализация и финансовый бум изменили город Нью-Йорк к концу 1980-х годов. В город хлынули европейские и японские туристы. Иностранцы, пользуясь падением курса доллара, стали скупать недвижимость в городе: так, японская корпорация Mitsubishi Estate купила Рокфеллер-центр в 1989 году. Население города к 1985 году превысило 7 миллионов, в основном за счёт мигрантов. В этом году количество латиноамериканцев, чернокожих и азиатов достигло 54 % от общего населения Нью-Йорка. Из-за этого активизировался уличный бизнес, но усилились и консервативные настроения. Образовались крупные гетто с высоким уровнем наркомании и заболеваемостью СПИДом.

### Нью-Йорк в 1990-х годах
К 1990 году штат Нью-Йорк населяло примерно 18 миллионов человек, хотя Калифорния уже обогнала его по населению, а Техас обгонит в 1994 году. В штате продолжалась деиндустриализация: рецессия 1989—1992 годов уничтожила 580 000 рабочих мест. Положение промышленности осложнилось расформированием Шохэмской АЭС в 1994 году, отчего поднялись цены на электроэнергию. Население штата росло за счёт миграции: в 1993 году количество нелегальных мигрантов достигло полумиллиона, и из них большинство оседало в городе Нью-Йорке. К 1990 году испаноязычные мигранты впервые обошли по численности италоязычных жителей города. В 1990 году Дэвид Динкинс стал первым мэром-афроамериканцем. На губернаторских выборах 1994 года республиканец Джордж Патаки обогнал Куомо и стал новым губернатором Нью-Йорка.
При Патаки город Нью-Йорк стал центром постиндустриальной экономики, а штат стремительно развивался в условиях новых информационных технологий. В 1995—2000 годы быстро росло количество рабочих мест и появилось много новых специальностей. Это снова увеличило волну мигрантов, и к 2000 году треть жителей города Нью-Йорка родились за пределами США. Количество мексиканцев в городе с 1990 по 2000 год увеличилось вчетверо. Несмотря на это, уровень криминала падал, сокращалось количество убийств и автомобильных краж. Безработица сокращалась очень медленно, зато доходы бюджета увеличивались и выросли на 25 % за время губернаторства Патаки.

## XXI век

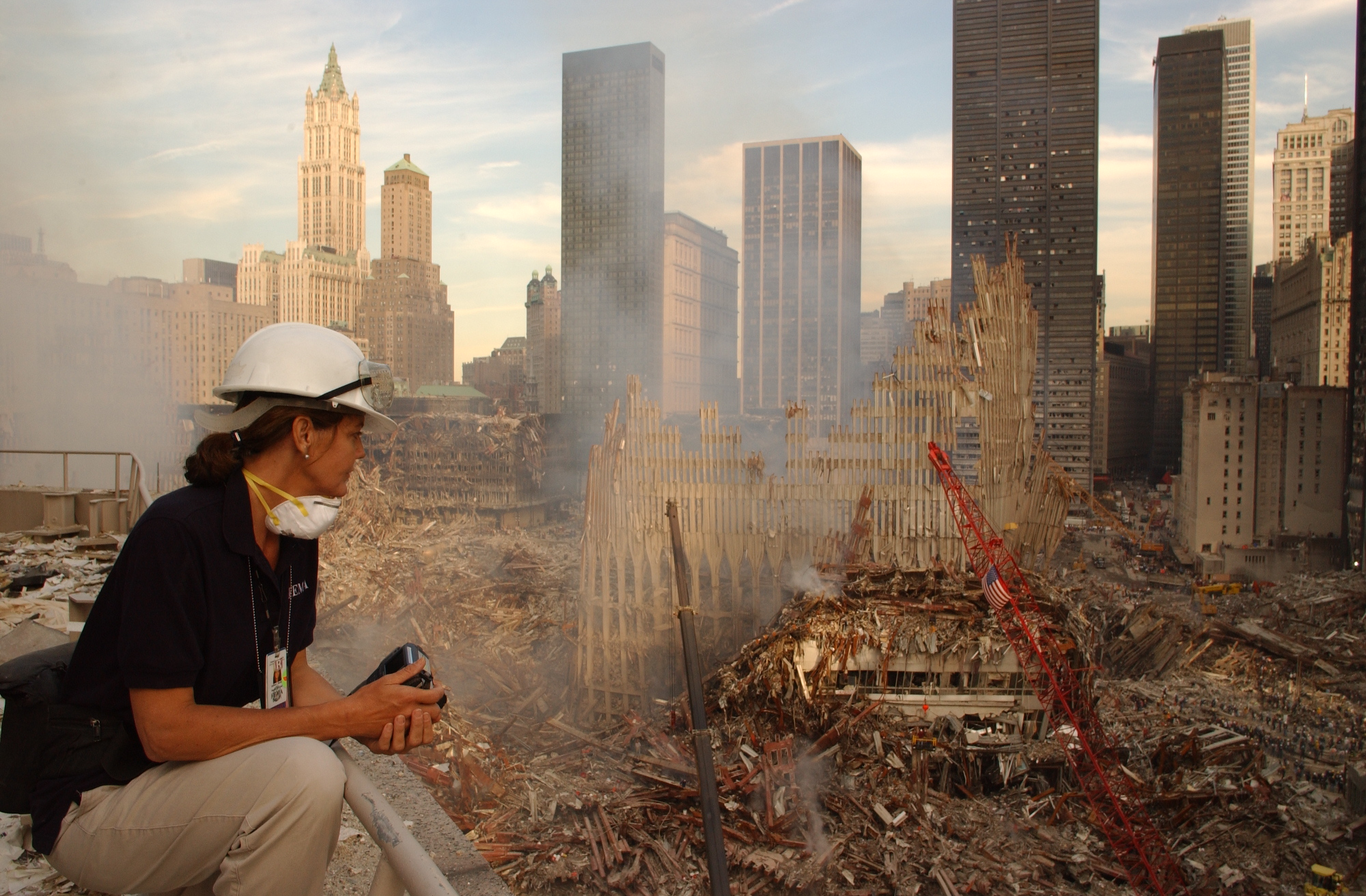
Руины ВТЦ 12 сентября 2001 года

В 2000 году штат населяло 18 976 457 жителей и его коллегия выборщиков насчитывала 33 человека. На президентских выборах того года штат поддержал демократа Альберта Гора, который получил 60 % голосов.
11 сентября 2001 года произошла самая крупная террористическая атака в истории США: в Нью-Йорке был разрушен Всемирный торговый центр, и погибло около 3000 человек. Более 14 000 человек удалось спасти из зданий. Губернатор Патаки прибыл в Нью-Йорк для наблюдения за ситуацией. Расчистка места обрушения заняла почти год и была завершена в мае 2002 года. Разрушение башен стало тяжёлым ударом по экономике города и штата; конгрессмены штата запрашивали федеральной помощи, но была выделена лишь часть от обещанных 21 миллиарда долларов.
В 2006 году на губернаторских выборах победил демократ Элиот Спитцер, но в 2008 году он оказался в центре сексуального скандала и покинул пост.
В 2008 году штат Нью-Йорк населяло 19 212 436 человек и он имел 31 делегата в коллегии выборщиков. На президентских выборах того года в штате победил Барак Обама, набрав 62,88 % голосов. Когда губернатор Спитцер подал в отставку, его место занял вице-губернатор Дэвид Пэтерсон, демократ, и первый слепой на этом посту. Его выборы совпали с наступлением экономического кризиса 2008 года, из-за чего Пэтерсону пришлось работать в режиме жёсткой экономии, сокращать расходы и поднимать налоги.

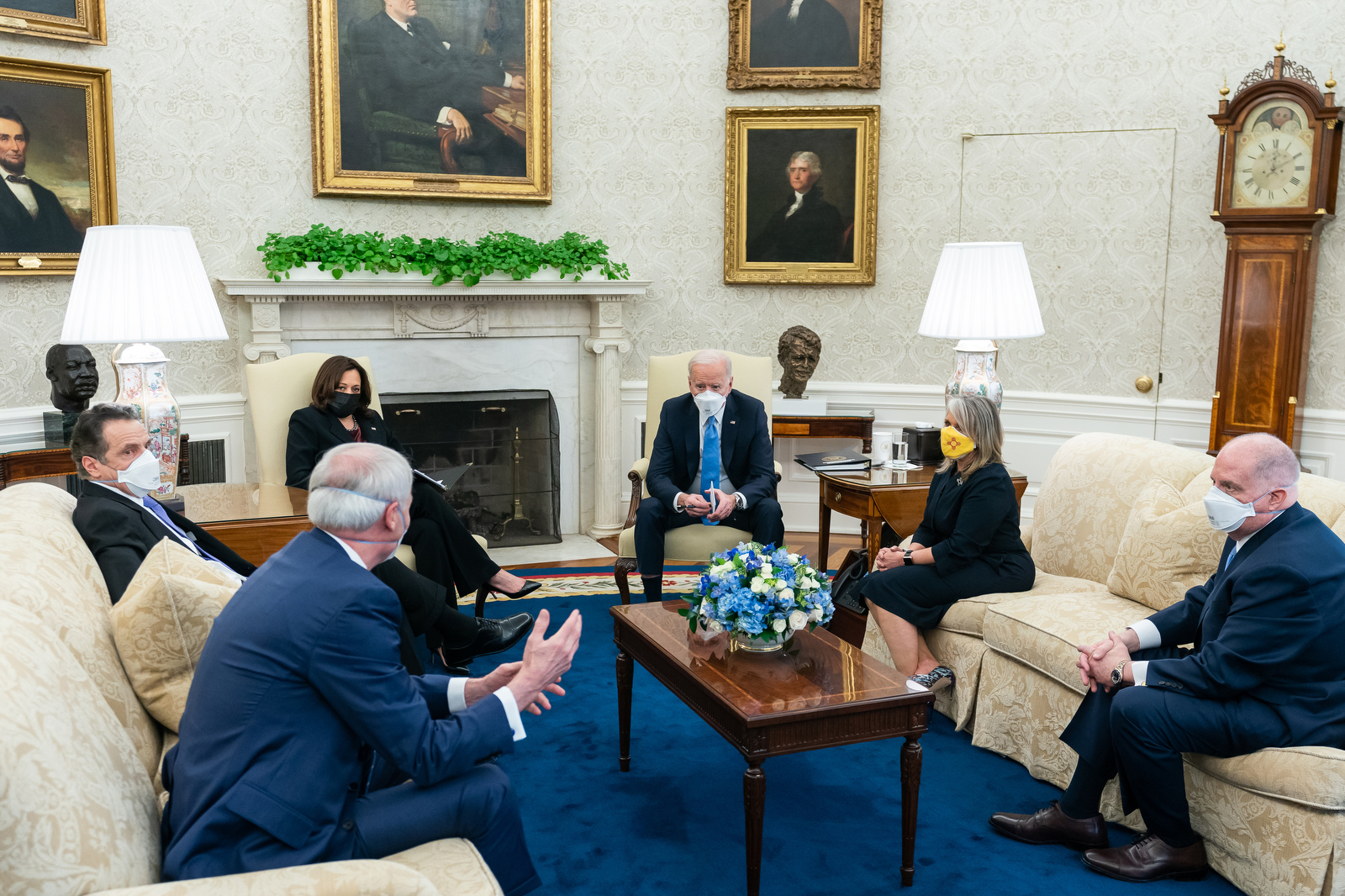
Президент Байден принимает губернаторов в Белом Доме в 2021 году; Куомо крайний слева

В 2010 году Пэтерсон не пошёл на перевыборы, и губернатором стал демократ Эндрю Куомо, сын бывшего губернатора Марио Куомо, который уже предпринимал попытки стать губернатором в 2002 году. На посту губернатора Куомо в основном занимался проблемами ЛГБТ, вопросами прав женщин и развитием экономики. В июле 2011 года он официально легализовал в штате однополые браки, а в 2014 году легализовал использование марихуаны в медицинских целях. В 2010 году он создал комиссию по расследованию коррупции в штате, но она вскоре была ликвидирована. В 2014 году он был переизбран и подписал закон, запрещающий добычу нефти и газа методом Гидравлического разрыва. Нью-Йорк стал вторым штатом, принявшим такой закон. По его инициативе был перестроен мост Тапан-Зи, который был назван «мостом Марио Куомо». В 2018 году Куомо был переизбран, при этом его конкурентом на внутрипартийных выборах была Синтия Никсон. На выборах он прокомментировал лозунг Трампа «Make America Great Again», заметив, что Америка никогда не была великой, а станет таковой только после ликвидации дискриминации женщин. В 2019 году он принял Reproductive Health Act, декриминализировавший аборты.
В 2012 году на штат обрушился ураган Сэнди, который за 48 часов разрушил 300 домов и лишил тысячи жителей штата электричества, питьевой воды и продовольствия. Подготовка к встрече урагана и борьба с его последствиями стала самым крупным мобилизационным мероприятием в истории штата.
В 2016 году количество выборщиков от Нью-Йорка сократилось до 29, но он остался одним из крупнейших штатов по числу выборщиков, третьим после Калифорнии и Техаса. По традиции, штат голосовал за демократов: Хиллари Клинтон получила 59 % голосов против 36,5 % у Дональда Трампа. В Сенате США в том году был переизбран Чак Шумер.

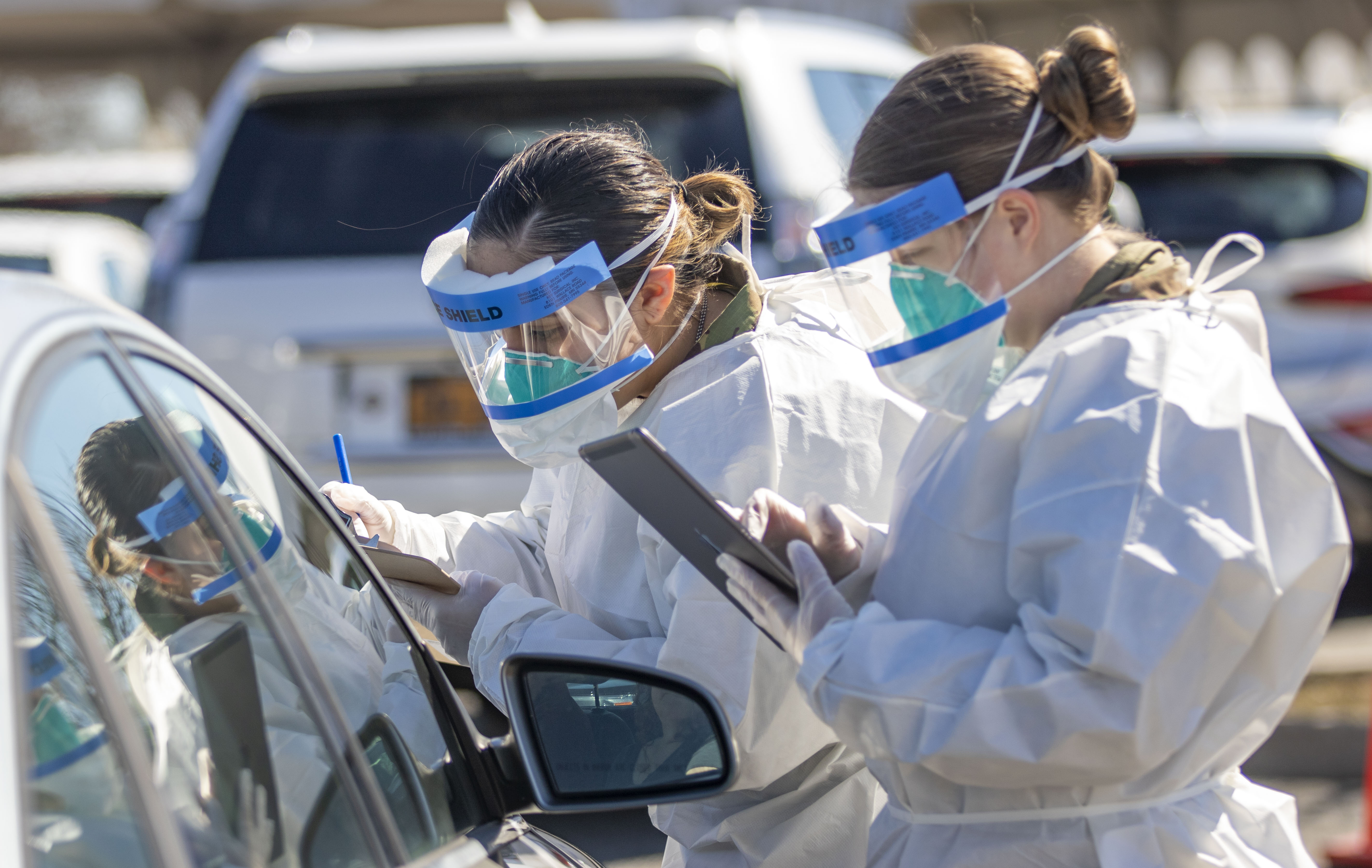
Сотрудники Национальная гвардия Нью-Йорка в мобильном центре тестирования на COVID-19. Нью-Рошелл, март 2020 года

Во время президентских выборов 2020 года штат последним в США ввёл практику досрочного голосования. На выборах победил кандидат от демократов Джо Байден, который получил все 29 голосов выборщиков.
1 марта 2020 года в штате была зафиксирована первая жертва пандемии коронавируса. Штат сразу выделил 40 миллионов долларов на спасательные меры, но это не помогло, и к концу месяца насчитывалось уже 25 000 заболевших. По просьбе губернатора Конференц-центр имени Джейкоба Джейвитса на Манхэттене был превращён в госпиталь. Позже Куомо разрешил домам престарелых возвращать к себе тех, кто излечился от вируса, чем вызвал много критики (утверждалось, что тем самым повысилась заболеваемость в домах престарелых).
В 2021 году сразу несколько женщин подали на губернатора Куомо в суд за сексуальное домогательство, после чего политики штата стали требовать его отставки. Куомо сначала не соглашался на это, но в августе он был признан виновным по ряду обвинений и в том же месяце покинул пост губернатора.
После отставки Куомо его место губернатора заняла Кэти Хокул, с 2015 года занимавшая пост вице-губернатора штата.